# Magyar lexikonok listája

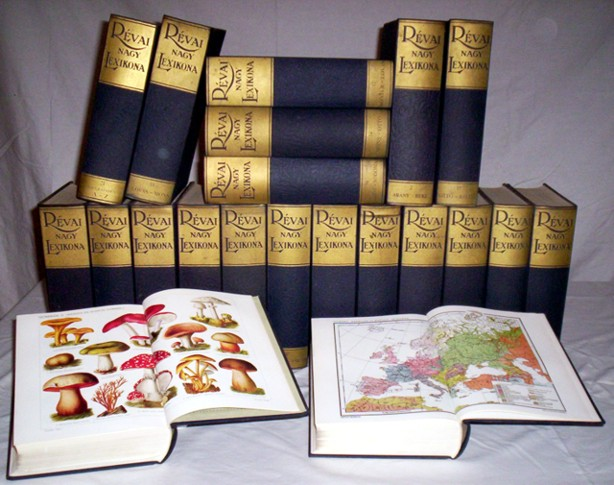
A Révai nagy lexikona hasonmás kiadásának huszonegy kötete

Az alábbi lista időrendben megpróbálja összegyűjteni a jelentősebb magyar nyelvű – önálló vagy fordított – lexikonokat. A nem betűrendes, hanem tematikus gyűjteményeket a Magyar enciklopédiák és kézikönyvek listája tartalmazza. (Több betűrendes gyűjtemény enciklopédia megjelöléssel jelent meg, ezeket is jelen szócikk tartalmazza.) Bár a legtöbb lexikon betűrendben jelent meg, néhány életrajzi gyűjtemény kronologikus sorrendet használ, egyházi hagiográfiai életrajzi tárak (Szentek élete) pedig legtöbbször a naptári év egyes napjainak sorrendjében közli az életrajzokat. Egyházi névtárak közül a nagyobb időszakokat lefedők szerepelnek a listában.

## Magyar általános nagylexikonok, kézi lexikonok
| Szerző, szerkesztő | Cím                                                   | Megjelenési hely, kiadó                                 | Megjelenési idő | Elektronikus elérhetőség                                    |
| --- | ----------------------------------------------------- | ------------------------------------------------------- | --------------- | ----------------------------------------------------------- |
| [szerkesztő nincs feltüntetve] | Közhasznú Esmeretek Tára (12 kötet)                   | Pest, Wigand Ottó kiadása                               | 1831–1834       | REAL-EOD                                                    |
| [szerkesztő nincs feltüntetve] | Ifjúsági ismeretek (4 kötet)                          | Bécs                                                    | 1840            |                                                             |
| Vállas Antal | Nemzeti encyclopaedia (7 kötet)                       | Pest, Hartleben K. A. kiadása                           | 1845–1848       |                                                             |
| [szerkesztő nincs feltüntetve] | Ujabb kori ismeretek tára (6 kötet)                   | Pest, Heckenast Gusztáv kiadása                         | 1850–1855       |                                                             |
| [szerkesztő nincs feltüntetve] | Ismerettár (10 kötet)                                 | Pest, Heckenast Gusztáv kiadása                         | 1858–1864       | Google Books                                                |
| szerk. Török János, Pollák János, Laubhaimer Ferenc | Egyetemes magyar encyclopaedia (12 kötet)             | Pest, Szent István Társulat                             | 1859–1876       | MDZ                                                         |
| szerk. Somogyi Ede | Magyar lexikon (16 kötet)                             | Budapest, több kiadó                                    | 1879–1885       |                                                             |
| szerk. Acsády Ignác | Az Athenaeum kézi lexikona (2 kötet)                  | Budapest, Athenaeum Rt.                                 | 1892–1893       |                                                             |
| szerk. Gerő Lajos | A Pallas nagy lexikona (16 kötet + 2 pótkötet)        | Budapest, Pallas Irodalmi és Nyomdai Rt.                | 1893–1900       | MEK                                                         |
| szerk. Révai Mór János, majd Varjú Elemér | Révai nagy lexikona (21 kötet)                        | Budapest, Révai Testvérek                               | 1911–1935       | MEK 2014. február 17-i, archivált (áttekinthetőbb) változat |
| [szerkesztő nincs feltüntetve] | A Franklin kézi lexikona (3 kötet)                    | Budapest, Franklin Irodalmi és Nyomdai Rt.              | 1912            |                                                             |
| szerk. Gerő Ödön | Tolnai világlexikona (8 kötet)                        | Budapest, Tolnai Nyomdai Műintézet és Kiadóvállalat Rt. | 1912–1919       |                                                             |
| [szerkesztő nincs feltüntetve] | Tolnai új világlexikona (18 kötet + 2 pótkötet)       | Budapest, Tolnai Nyomdai Műintézet és Kiadóvállalat Rt. | 1926–1933       |                                                             |
| szerk. Kornis Gyula, Heller Farkas, Galamb Sándor, Hekler Antal, Papp Viktor, Lukinich Imre, Teleki Pál, Gombocz Endre, Tóth Géza, Ritoók Zsigmond, Pilch Jenő, Zelovich Kornél, Kovács Alajos | A Napkelet lexikona (2 kötet egybekötve)              | Budapest, Magyar Irodalmi Társaság                      | 1927            |                                                             |
| szerk. Ágoston Géza, Balassa József, Bárdos Artur, Breit József | Gutenberg nagy lexikon (10 kötet)                     | Budapest, Stephaneum Nyomda Rt.                         | 1931–1932       |                                                             |
| [szerkesztő nincs feltüntetve] | Uj Idők lexikona (24 kötet)                           | Budapest, Singer és Wolfner Irodalmi Intézet Rt.        | 1935–1942       | Arcanum.hu                                                  |
| szerk. Juhász Vilmos, Dormándi László | Új lexikon (6 kötet)                                  | Budapest, Dante Könyvkiadó – Pantheon Irodalmi Intézet  | 1936            | ADT                                                         |
| [szerkesztő nincs feltüntetve] | A Pesti Hírlap lexikona                               | Budapest, Pesti Hírlap kiadása                          | 1937            |                                                             |
| szerk. Berei Andor | Új magyar lexikon (8 kötet)                           | Budapest, Akadémiai Kiadó                               | 1960–1981       |                                                             |
| szerk. Déva Mária, Papp Éva, Márton Gyöngyvér, Bodóné Nebella Judit | Magyar Larousse: Enciklopédikus szótár (3 kötet)      | Budapest, Akadémiai Kiadó                               | 1991–1994       |                                                             |
| szerk. David Crystal | Cambridge enciklopédia (1 és 2 kötetes változatokban) | Budapest, Maecenas Kiadó                                | 1992            |                                                             |
| vál. és szerk. D. Major Klára | Móra lexikon (2 kötet)                                | Budapest, Móra Ferenc Ifjúsági Könyvkiadó               | 1992            |                                                             |
| szerk. Bagossy László | Encyclopedia Hungarica (4 kötet)                      | Calgary, Hungarian Ethnic Lexicon Foundation            | 1992–1998       |                                                             |
| szerk. Barabás Éva, Siklódi Csilla, Gyuris Éva, Faller László | Magyar nagylexikon (19 kötet)                         | Budapest, Akadémiai Kiadó                               | 1993–2004       |                                                             |
| szerk. Markó László | Officina egyetemes lexikon                            | Budapest, Officina Nova                                 | 1994            |                                                             |
| szerk. Halász Zoltán, Árokszállási Éva, H. Székely János, Hegedűs Gábor | Britannica Hungarica Világenciklopédia (18 kötet)     | Budapest, Magyar Világ Kiadó Kft.                       | 1994–2001       |                                                             |
| főszerk.: Kollega Tarsoly István | Révai új lexikona (19 kötet)                          | Szekszárd, Babits Kiadó                                 | 1996–2008       |                                                             |
| szerk. Gellér Tibor, Gyenge László, Kovács Mária | Novum általános képes enciklopédia (2 kötet)          | Budapest, Novum Kiadó                                   | 2003            |                                                             |
| szerk. Bárány Lászlóné, Rostás Sándor, Szlávik Tamás, Szegedi Eszter | Általános kislexikon (2 kötet)                        | Budapest, Magyar Nagylexikon Kiadó                      | 2005            |                                                             |
| szerk. Szlávik Tamás, Bárány Lászlóné, Rostás Sándor, Kruppa Dóra, Mód Zsuzsanna, Ratkai Ferenc, Réfiné Borczván Violetta, Simon István                                                        | Mindenki lexikona (A–Z)                               | Budapest, Magyar Nagylexikon Kiadó                      | 2007            |                                                             |

## Magyar általános kislexikonok
| Szerző                                                                                 | Cím                                                                   | Megjelenési hely, kiadó               | Megjelenési idő            | Elektronikus elérhetőség |
| -------------------------------------------------------------------------------------- | --------------------------------------------------------------------- | ------------------------------------- | -------------------------- | ------------------------ |
| szerk. Wekerle László                                                                  | Kis lexikon (2 kötet)                                                 | Budapest, Pallas Rt.                  | 1886                       |                          |
| szerk. Ferenczi Zoltán                                                                 | Mindentudó kis lexikon                                                | Budapest, Az „Universitas” kiadása    | 1913                       |                          |
| több szerző                                                                            | Világlexikon – A tudás egyeteme                                       | Budapest, Enciklopédia Rt.            | 1925                       |                          |
| több szerző                                                                            | Kis lexikon – 1000 szó magyarázata                                    | Budapest, Vasárnapi Könyv             | é. n. [1927?]              |                          |
| több szerző                                                                            | Mai enciklopédia                                                      | Liber kiadás                          | é. n. [1930-as évek?]      |                          |
| szerk. Csánk Endre                                                                     | Illik tudni – Modern kislexikon                                       | Budapest, Rózsavölgyi és Társa        | é. n. [1935]               | MEK                      |
| több szerző                                                                            | Genius kis lexikona                                                   | Budapest, Genius Rt.                  | 1930                       |                          |
| több szerző                                                                            | Révai kis lexikona (1 és 2 kötetes változatokban)                     | Budapest, Révai Testvérek             | 1936                       |                          |
|                                                                                        | A Reggeli Ujság mindentudó lexikona és idegenszavak szótára (2 kötet) | Újvidék, Urania                       | 1941                       |                          |
| szerk. Boldizsár Iván                                                                  | Nagy idők kis lexikona                                                | Budapest, Franklin-Társulat           | é. n. [1942]               |                          |
| szerk. Kőhalmi Béla                                                                    | A Rádió Ujság családi kis lexikona (3 kötet)                          | Budapest, Rádió Ujság Lapvállalat Kft | 1944                       |                          |
| több szerző                                                                            | Révai kétkötetes lexikona (2 kötet)                                   | Budapest, Révai Testvérek             | 1947–1948                  |                          |
| szerk. Ákos Károly                                                                     | Kislexikon A–Z                                                        | Budapest                              | 1968                       |                          |
| több szerző                                                                            | Mindenki lexikona (2 kötet)                                           | Budapest, Akadémiai Kiadó             | 1974                       |                          |
| szerk. D. Mónus Erzsébet–Erdős Endre–Pék András–Petneki Jenő–Szabolcs Ottó–Varga Lajos | Ifjúsági Kislexikon                                                   | Budapest, Kossuth Könyvkiadó          | 1979, jav. bőv. 1983, 1984 |                          |
| több szerző                                                                            | Alapismereti lexikon                                                  | Budapest, Tankönyvkiadó               | 1988                       |                          |
| több szerző                                                                            | Alapismereti kislexikon                                               | Budapest, Novotrade Rt.               | 1988                       |                          |
| több szerző                                                                            | Akadémiai kislexikon (2 kötet)                                        | Budapest, Akadémiai Kiadó             | 1989–1990                  |                          |
| Csiffáry Tamás                                                                         | Általános kislexikon A-Z-ig                                           | Budapest, Könyvmíves Könyvkiadó       | 2004                       |                          |
| Csiffáry Tamás                                                                         | Mindentudó lexikon                                                    | Budapest, Fix-term Kft.               | 2004                       |                          |

## Magyar általános életrajzi lexikonok[33]
| Szerző                                        | Cím | Megjelenési hely, kiadó                                    | Megjelenési idő                | Elektronikus elérhetőség                 |
| --------------------------------------------- | --- | ---------------------------------------------------------- | ------------------------------ | ---------------------------------------- |
| Budai Ézsaiás                                 | Régi tudós világ históriája | Debrecen                                                   | 1802                           | REAL-R                                   |
| Kölesy Vince Károly, Melczer Jakab            | Nemzeti Plutarkus (4 kötet) | Pest                                                       | 1815–1816                      | Google Books I., III.                    |
| Básthy József                                 | Magyarok emléke, a velek rokon s azon egy kormány alatti nemzetekével                                                             | Buda                                                       | 1836                           |                                          |
| Kerékgyártó Árpád                             | Magyarok életrajzai (7 füzet) | Pest                                                       | 1856–1859                      | Google Books                             |
| Toldy Ferenc                                  | Magyar államférfiak és irók (2 kötet)                                                                                             | Pest                                                       | 1866                           |                                          |
| Zsilinszky Mihály                             | Magyar hölgyek. Történeti élet- és jellemrajzok                                                                                   | Pest                                                       | 1871                           |                                          |
| Márki Sándor                                  | Magyar Pantheon | Pozsony                                                    | 1884                           |                                          |
| Zólyomi Lajos, Toldy Ferenc                   | Magyar Helikon | Pozsony                                                    | 1884–1886                      |                                          |
| Szathmáry Károly                              | Magyar Pantheon | Budapest                                                   | 1893                           |                                          |
| Hankó Vilmos                                  | Régi magyar tudósok és feltalálók                                                                                                 | Budapest                                                   | 1905                           |                                          |
| Vitéz Kerkápoly M. Emil                       | A magyar legujabb kor lexikona. A magyar feltámadás könyve 1919-1930                                                              | Budapest, Magyar Legujabb Kor Lexikona Kiadása             | 1930                           |                                          |
| Szentmiklóssy Géza                            | A Magyar Feltámadás Lexikona 1919-1930. A magyar legujabb kor története                                                           | Budapest, A Magyar Feltámadás Lexikona Kiadása             | 1930                           |                                          |
| több szerző                                   | A magyar társadalom lexikonja | Magyar Társadalom Lexikonja Kiadóvállalat                  | 1930                           | MTDA, Arcanum                            |
| (szerk.) György Endre                         | Amíg városatya lettem... A főváros főtisztviselőinek és a törvényhatósági bizottság tagjainak önéletrajzgyüjteménye fényképekkel, | Budapest, György Endre Kiadása                             | 1931                           |                                          |
| Bozzay Margit                                 | Magyar asszonyok lexikona | Budapest                                                   | 1931                           | MEK                                      |
| szerk. Gellért Imre – Madarász Elemér         | Három évtized története életrajzokban. Magyarország monografiája 1900–1932                                                        | Budapest, Magyarország Monográfiája Kiadóvállalat          | 1932                           |                                          |
|                                               | Magyar nemzeti lexikon | Budapest                                                   | 1933                           |                                          |
| több szerző                                   | Ezer kortárs. Az 1936-os év lexikona                                                                                              | Budapest, Magyar Hírlap Rt.                                | 1936                           |                                          |
| több szerző                                   | Ki-kicsoda? Kortársak lexikona | Budapest, Béta Irodalmi Rt.                                | 1937                           |                                          |
| Csikvári Antal (szerk.)                       | A magyar közalkalmazottak almanachja                                                                                              | Budapest, Globus Nyomdai Műintézet                         | 1938                           | Arcanum                                  |
| Hortobágyi Jenő (szerk.)                      | Keresztény magyar közéleti almanach (4 kötet)                                                                                     | Budapest, Hortobágyi Jenő kiadása                          | 1940                           | Arcanum: I. kötet, II. kötet, III. kötet |
| Vajda Pál                                     | A magyar természettudomány haladó hagyománya. Életrajzi lexikon bibliográfiával, szak- és évfordulómutatóval                      | kéziratban (1940-es évek)                                  | kéziratban (1940-es évek)      |                                          |
| Vajda Pál                                     | Nagy magyar feltalálók | Budapest                                                   | 1958                           |                                          |
| Tasnádi Kubacska András                       | Nagy magyar természettudósok | Budapest                                                   | 1958                           |                                          |
| főszerk.: Kenyeres Ágnes                      | Magyar életrajzi lexikon (4 kötet)                                                                                                | Budapest                                                   | 1967–1994                      | MEK                                      |
| szerk. Fonó Györgyné – Kis Tamás              | Ki kicsoda? Életrajzi lexikon magyar és külföldi személyiségekről, kortársainkról                                                 | Budapest, Kossuth Könyvkiadó                               | 1969                           |                                          |
| szerk. Vészits Ferencné                       | A Nobel-díjasok kislexikona | Budapest, Gondolat Könyvkiadó                              | 1974, 2., jav. bőv. kiad. 1985 |                                          |
| szerk. Kulcsár Ödön                           | SZOT-díjasok | Budapest, Táncsics Szakszervezeti Könyv- és Folyóiratkiadó | 1981                           |                                          |
| Domokos Péter                                 | Finnugor életrajzi lexikon | Budapest, Tankönyvkiadó                                    | 1990                           |                                          |
| főszerk. Hermann Péter, szerk. Markóczy Mária | Magyar ki kicsoda 1990. Több mint 6000 élő magyar életrajza                                                                       | Budapest, Láng Kiadó–TEXOFT Kft.                           | 1990                           |                                          |
| szerk. Szigeti Sándor                         | Privát Ki Kicsoda | Budapest, Haas & Singer                                    | 1992                           |                                          |
| főszerk.: Nagy Ferenc                         | Magyar tudóslexikon A-tól Zs-ig                                                                                                   | Budapest                                                   | 1997                           |                                          |
| szerk.: Szabolcs Ottó – Závodszky Géza        | Who's who, ki kicsoda a világtörténelemben?                                                                                       | Budapest, Anno Kiadó                                       | 1999                           |                                          |
| szerk.: Szabolcs Ottó – Závodszky Géza        | Who's who – Ezeréves Magyarország – Ki kicsoda a történelemben?                                                                   | Budapest, Anno Kiadó                                       | 1999                           |                                          |
| Veresegyháziné Kovács Jolán                   | Híres Asszonyok Kislexikona | Budapest, Anno Kiadó                                       | é. n. [1990-es évek]           |                                          |
| főszerk. Hermann Péter                        | Ki kicsoda 2000. Magyar és nemzetközi életrajzi lexikon, csaknem 20000 kortársunk életrajza (2 kötet)                             | Budapest, Biográf Kiadó–Greger Média Kft.                  | 1999                           |                                          |
| főszerk: Markó László                         | Új magyar életrajzi lexikon (6 kötet)                                                                                             | Budapest                                                   | 2001–2007                      |                                          |
|                                               | Who is who Magyarországon | ?, Who Is Who Verlag                                       | 2003                           |                                          |
| főszerk: Glatz Ferenc                         | A Magyar Tudományos Akadémia tagjai 1825–2002 (3 kötet)                                                                           | Budapest, MTA Társadalomkutató Központ                     | 2003                           |                                          |
| Kalapis Zoltán                                | Életrajzi kalauz – Ezer magyar biográfia a délszláv országokból (3 kötet)                                                         | Újvidék, Forum Könyvkiadó                                  | 2003                           |                                          |
| több szerk.                                   | Életrajzgyűjtemény a görög származású diplomásokról (1948–2008)                                                                   | Budapest, Új Mandátum Kiadó                                | 2009                           |                                          |

## Nagyobb magyar szaklexikonok listája
Az alábbi lista szakterületek szerint és azon belül időrendben megpróbálja összegyűjteni a jelentősebb magyar nyelvű – önálló vagy fordított – lexikonokat, lexikon-szerű enciklopédiákat.

### Biológia
| Szerző                                              | Cím | Megjelenési hely, kiadó                   | Megjelenési idő       | Elektronikus elérhetőség |
| --------------------------------------------------- | --- | ----------------------------------------- | --------------------- | ------------------------ |
| szerk. Wolsky Sándor                                | Biológiai lexikon | Budapest, Franklin-Társulat               | é. n. [1943]          |                          |
| Dégen Imre                                          | Vízgazdálkodási lexikon | Budapest, Mezőgazdasági Kiadó             | 1970                  | hungaricana              |
| Hans Frey                                           | Az akvarista kislexikona | Budapest, Gondolat Könyvkiadó             | 1970                  |                          |
| szerk. Muraközy Tamás – Zánkai Géza – Szende Kálmán | A modern biológia címszavakban | Budapest, Natura                          | 1974                  |                          |
| főszerk. Straub F. Brunó                            | Biológiai lexikon (4 kötet) | Budapest, Akadémiai Kiadó                 | 1975–1982             |                          |
| Mohay Jolán                                         | Genetika kislexikon | Budapest, Natura Könyvkiadó Vállalat      | 1986                  |                          |
| több szerző                                         | Környezetvédelmi lexikon (2 kötet) | Budapest, Akadémiai Kiadó                 | 1993                  |                          |
| Rod Preston-Mafham – Ken Preston-Mafham             | Kaktuszok képes lexikona | Budapest, Corvina Kiadó Kft.              | 1993                  |                          |
| Sárkány Pál – Szinák János                          | Nagy kutyalexikon | Budapest, Dunakanyar 2000 Könyvkiadó Kft. | 1995                  |                          |
| ?                                                   | Képes cicalexikon | Budapest, Anno Kiadó                      | 1999                  |                          |
| Karen Duve, Thies Völker                            | Híres állatok lexikona. A történelem, a klasszikus és mai mitológia, mesevilág, irodalom, film és televízió száztucatnyi állathíressége | Budapest, Athenaeum 2000 Kiadó            | 2003                  |                          |
| Hans Kothe                                          | Gombalexikon | Pécs, Alexandra Kiadó                     | 2006                  |                          |
| Kiss Marcell                                        | Nagy fenyő és örökzöld lexikon | Kisújszállás, Pannon-Literatúra Kft.      | 2006                  |                          |
| több szerző                                         | Akadémiai lexikonok – Környezetvédelem (2 kötet)                                                                                        | Budapest, Akadémiai Kiadó                 | 2007                  |                          |
| Szabó László                                        | Biológiai fogalmak | Debrecen, Fonó 33 Bt.                     | é. n. [2000-es évek?] |                          |
| Ficzere Karolina                                    | Ifjúsági lexikon – Biológiai kislexikon                                                                                                 | Budapest, Pro-Team Kiadó                  | 2010                  |                          |

### Csillagászat, űrhajózás
| Szerző                                              | Cím                                            | Megjelenési hely, kiadó                                             | Megjelenési idő | Elektronikus elérhetőség |
| --------------------------------------------------- | ---------------------------------------------- | ------------------------------------------------------------------- | --------------- | ------------------------ |
| szerk. Lassovszky Károly – Réthly Antal             | Csillagászati és meteorológiai lexikon         | Budapest, Franklin Irodalmi és Nyomdai Rt.                          | é. n. [1943]    |                          |
| főszerk. Almár Iván                                 | Űrhajózási lexikon                             | Budapest, Akadémiai Kiadó – Zrínyi Katonai Kiadó                    | 1981, 1984      |                          |
| Bartha Lajos – Marik Miklós – Balázs Béla           | Csillagászattörténet. Életrajzi lexikon A–Z    | Budapest, Tudományos Ismeretterjesztő Társulat Budapesti Szervezete | 1982            |                          |
| Ifj. Gazda István – Marik Miklós                    | Csillagászattörténeti ABC                      | Budapest, Tankönyvkiadó                                             | 1982, 1986      |                          |
| szerk. Kisbán Gyula                                 | Csillagászati kislexikon                       | Budapest, Fiesta Kft. – Saxum Kft.                                  | 1998            |                          |
| Bartha Lajos – Könnyű József – Pischné Könnyű Edina | Magyarországi Csillagászok Életrajzi Lexikonja | Magyar Amatőrcsillagászok Baráti Köre                               | 2000            | Csillagaszat.hu          |

### Diplomatika, levéltártudomány
| Szerző      | Cím                             | Megjelenési hely, kiadó   | Megjelenési idő | Elektronikus elérhetőség |
| ----------- | ------------------------------- | ------------------------- | --------------- | ------------------------ |
| Ember Győző | Levéltári terminológiai lexikon | Budapest, Akadémiai Kiadó | 1959            |                          |

### Elektronika, híradástechnika
| Szerző                             | Cím                                   | Megjelenési hely, kiadó                     | Megjelenési idő | Elektronikus elérhetőség |
| ---------------------------------- | ------------------------------------- | ------------------------------------------- | --------------- | ------------------------ |
| szerk. Szabó György – Magyari Béla | Rádiótechnikai kislexikon             | Budapest, Műszaki Könyvkiadó                | 1959            |                          |
| Magyari Béla                       | Elektronikai minilexikon              | Budapest, Műszaki Könyvkiadó                | 1971            |                          |
| főszerk. Tuschák Róbert            | Elektrotechnikai kislexikon           | Budapest, Műszaki Könyvkiadó                | 1973            |                          |
| szerk. Magyari Béla                | Rádió minilexikon                     | Budapest, Műszaki Könyvkiadó                | 1973            |                          |
| Nozdroviczky László                | Tv minilexikon                        | Budapest, Műszaki Könyvkiadó                | 1974            |                          |
| szerk. Csabai Dániel               | Hangtechnikai minilexikon             | Budapest, Műszaki Könyvkiadó                | 1975            |                          |
| főszerk. Izsák Miklós              | Híradástechnikai kislexikon           | Budapest, Műszaki Könyvkiadó                | 1976            |                          |
| dr. Ádám Sándor                    | Népszerű elektronikai minilexikon     | Budapest, LSI Alkalmazástechnikai Szolgálat | 1985            |                          |
| Karl-Heinz Rumpf                   | Elektronikai alkatrészek kislexikonja | Budapest, Műszaki Könyvkiadó                | 1992            |                          |
| több szerző                        | Elektrotechnikai kislexikon (2 kötet) | Bukarest, Kriterion Könyvkiadó              | 1994            |                          |

### Ezoterika, misztika
| Szerző                          | Cím                                                          | Megjelenési hely, kiadó             | Megjelenési idő | Elektronikus elérhetőség |
| ------------------------------- | ------------------------------------------------------------ | ----------------------------------- | --------------- | ------------------------ |
| Hans Biedermann                 | A mágikus művészetek zseblexikona. Az ókortól a 19. századig | Budapest, Szépirodalmi Könyvkiadó   | 1989            |                          |
| szerk. M. Thész Imre            | Túlvilági kislexikon                                         | Budapest, Új Nap Lap- és Könyvkiadó | 1992            |                          |
| Mazács Júlia, R. Ritoók Adrienn | Álomfejtők nagylexikona                                      | Budapest, Videopont Kiadó           | 1996            |                          |
| Andreas Baumgarten              | Álmoskönyv. Az álomfejtés lexikona                           | Budapest, Helikon-Magyar könyvklub  | 1997            |                          |
| Nevill Drury                    | A miszticizmus és az ezoterikus tanok lexikona               | Budapest, Elektra                   | 2002            |                          |
| Berente Ági                     | Az álomfejtés kézikönyve A-Z. Mit jelentenek az álmok?       | Budapest, Vagabund Kiadó            | 2005            |                          |

### Fényképészet
| Szerző                               | Cím                                      | Megjelenési hely, kiadó                                     | Megjelenési idő      | Elektronikus elérhetőség |
| ------------------------------------ | ---------------------------------------- | ----------------------------------------------------------- | -------------------- | ------------------------ |
| Fehér Rezső                          | Amatőr fényképezők tankönyve és lexikona | Budapest, Fehér és Tsa                                      | é. n. [1930-as évek] |                          |
| szerk. Kleeberg Zoltán – Vigh Viktor | Gyakorlati fotolexikon                   | Budapest, Budapest Székesfőváros Irodalmi és Művészeti Int. | é. n. [1930-as évek] |                          |
| főszerk. Barabás János               | Fotolexikon                              | Budapest, Akadémiai Kiadó                                   | 1963                 |                          |
| főszerk. Morvay György               | Új fotolexikon                           | Budapest, Műszaki Könyvkiadó                                | 1984                 |                          |

### Filmművészet
| Szerző                                            | Cím                                       | Megjelenési hely, kiadó                                | Megjelenési idő | Elektronikus elérhetőség |
| ------------------------------------------------- | ----------------------------------------- | ------------------------------------------------------ | --------------- | ------------------------ |
| szerk. Castiglione Henrik – Székely Sándor        | Filmlexikon                               | Budapest, magánkiadás                                  | 1941            |                          |
| szerk. Ábel Péter                                 | Film kislexikon                           | Budapest, Akadémiai Kiadó                              | 1964            |                          |
| szerk. Lajta Edit – Putnoky Istvánné – Ábel Péter | Új filmlexikon (2 kötet)                  | Budapest, Akadémiai Kiadó                              | 1973            |                          |
| szerk. Karcsai Kulcsár István                     | Ki kicsoda a mai magyar filmművészetben?  | Budapest, Magyar Filmtudományi Intézet és Filmarchívum | 1983            |                          |
| szerk. Csala Károly – Veress József               | Filmlexikon 1945-től napjainkig (2 kötet) | Budapest, Totem Könyvkiadó                             | 1994            |                          |
| Gelencsér Gábor                                   | Magyar filmesek a világban                | Budapest, Magyar Filmunió                              | 1996            |                          |
| (szerk.) Varga Balázs                             | Játékfilmek 1931–1997                     | Budapest, Magyar Filmintézet                           | 1998            |                          |
| Gelencsér Gábor                                   | Magyar rendezők könyve                    | Budapest, Magyar Filmintézet-Magyar Filmunió           | 1999            |                          |
| szerk. Veress József                              | Magyar Filmlexikon (2 kötet)              | Budapest, Magyar Nemzeti Filmarchívum                  | 2005            |                          |
| Mudrák József – Deák Tamás                        | Magyar hangosfilm lexikon 1931–1944       | Máriabesnyő–Gödöllő, Attraktor Kft.                    | 2006            |                          |
| Fazekas Áron                                      | Filmhang lexikon                          | Erdélyi Múzeum-Egyesület                               | 2015            |                          |
| szerk. Buglya Sándor                              | 100 magyar dokumentumfilm (1936–2013)     | Budapest, MMA Kiadó                                    | 2022            |                          |

### Filozófia, esztétika
| Szerző                                              | Cím                                              | Megjelenési hely, kiadó          | Megjelenési idő                      | Elektronikus elérhetőség |
| --------------------------------------------------- | ------------------------------------------------ | -------------------------------- | ------------------------------------ | ------------------------ |
| Sándor Pál                                          | Filozófiai lexikon (6 kötet)                     | Budapest, Faust Kiadás           | é. n. [1930-as évek]                 |                          |
| több szerző                                         | Filozófiai lexikon                               | Budapest, Szikra Könyvkiadó      | 1955                                 |                          |
| szerk. Zoltai Dénes – Szerdahelyi István            | Esztétikai kislexikon                            | Budapest, Kossuth Kiadó          | 1969, átd. bőv. 1972, átd. bőv. 1979 |                          |
| szerk. Szigeti Györgyné–Vári Györgyné–Volczer Árpád | Filozófiai kislexikon                            | Budapest, Kossuth Kiadó          | 1970, átd. 1972, 1973, 1976, 1980    |                          |
| Csibra István – Szerdahelyi István                  | Esztétikai ABC                                   | Budapest, Kossuth Kiadó          | 1977, 1978                           |                          |
| szerk. I. Sz. Kon                                   | Etikai kislexikon                                | Budapest, Kossuth Kiadó          | 1984                                 |                          |
| Lendvai L. Ferenc                                   | Filozófiai vademecum                             | Budapest, Móra Ferenc Könyvkiadó | 1995                                 |                          |
| Walter Brugger                                      | Filozófiai lexikon                               | Budapest, Szent István Társulat  | 2005                                 |                          |
| szerk. Nádori Attila                                | Filozófia – Britannica Hungarica kisenciklopédia | Budapest, Kossuth Kiadó          | 2016                                 |                          |
| Gerencsér Ferenc                                    | A filozófia háromezer éve                        | Budapest, Tárogató Bt.           | é. n.                                |                          |

### Fizika
| Szerző                                              | Cím                 | Megjelenési hely, kiadó        | Megjelenési idő | Elektronikus elérhetőség |
| --------------------------------------------------- | ------------------- | ------------------------------ | --------------- | ------------------------ |
| szerk. Bálint Lajos – Dávid Gyula – Heinrich László | Fizikai kislexikon  | Bukarest, Kriterion Könyvkiadó | 1976            |                          |
| szerk. Szilágyi Miklós                              | Fizikai kislexikon  | Budapest, Műszaki Könyvkiadó   | 1977            |                          |
| Ifj. Gazda István – Sain Márton                     | Fizikatörténeti ABC | Budapest, Tankönyvkiadó        | 1980            |                          |

### Földrajz
| Szerző                                          | Cím                                                                                         | Megjelenési hely, kiadó                                            | Megjelenési idő            | Elektronikus elérhetőség |
| ----------------------------------------------- | ------------------------------------------------------------------------------------------- | ------------------------------------------------------------------ | -------------------------- | ------------------------ |
| Cholnoky Jenő                                   | Felfedezők lexikona                                                                         | Budapest, Franklin-Társulat Magyar Irodalmi Intézet és Könyvnyomda | é. n. [1930 körül]         |                          |
| szerk. Koch Ferenc – Petres László              | Földrajzi zseblexikon                                                                       | Budapest, Művelt Nép Tudományos és Ismeretterjesztő Könyvkiadó     | 1955                       |                          |
| Csinády Gerő                                    | Érdemes magyar geográfusok a nagy földrajzi felfedezések (XV–XVII. sz.) korában             | Budapest                                                           | 1958                       |                          |
| főszerk. Kende István                           | Fejlődő országok lexikona                                                                   | Budapest, Akadémiai Kiadó                                          | 1973                       |                          |
| szerk. Dávid Gyula                              | Földrajzi kislexikon                                                                        | Bukarest, Kriterion Könyvkiadó                                     | 1976                       |                          |
| szerk. Mészáros Miklós                          | Geológiai kislexikon                                                                        | Bukarest, Kriterion Könyvkiadó                                     | 1983                       |                          |
| Balázs Dénes                                    | Magyar utazók lexikona                                                                      | Budapest, Panoráma                                                 | 1993                       |                          |
| Tari Endre                                      | Földrajzi felfedezők                                                                        | Budapest, Junior Kiadó                                             | 1993                       |                          |
| főszerk. Dibás Gabriella                        | Világjárók lexikona                                                                         | Budapest, Reader′s Digest Kiadó Kft.                               | 1998, jav. 2003, jav. 2006 |                          |
| Veresegyházi Béla – Veresegyháziné Kovács Jolán | A régi Magyarország vármegyéi és városai. Abc rendben – Régi magyar települések kislexikona | Budapest, Anno Kiadó                                               | 1999                       |                          |
| Kovács Zoltán                                   | Társadalomföldrajzi kislexikon                                                              | Budapest, Műszaki Könyvkiadó                                       | 2001                       |                          |
| Veresegyházi Béla                               | Földrajzi felfedezések lexikona                                                             | Budapest, Saxum Kiadó                                              | 2001                       |                          |
| Bánosi György – Törőcsik Attila                 | Népek lexikona                                                                              | Budapest, Saxum Kiadó                                              | 2002                       |                          |
| több szerző                                     | Országok lexikona A–Z                                                                       | Budapest, Magyar Nagylexikon Kiadó                                 | 2007                       |                          |
| Tóth József – Trócsányi András                  | Ki kicsoda a magyar geográfiában?                                                           | Pécs, PTE                                                          | 2009                       |                          |
| Herczeg Béla                                    | Ifjúsági lexikon – Földrajzi kislexikon                                                     | Budapest, Pro-Team Kiadó                                           | 2010                       |                          |
| Jerzy Kwiatek                                   | Európa A-tól Z-ig                                                                           | Budapest, Reader's Digest Kiadó Kft.                               | 2012                       |                          |

### Gasztronómia
| Szerző                            | Cím                                                                         | Megjelenési hely, kiadó                                | Megjelenési idő | Elektronikus elérhetőség |
| --------------------------------- | --------------------------------------------------------------------------- | ------------------------------------------------------ | --------------- | ------------------------ |
| Dittmayer Andor                   | Gasterea. Szakácsművészeti lexikon                                          | Budapest, Franklin Társulat                            | 1925            |                          |
| szerk. Csizmadia László           | Gasztronómiai lexikon                                                       | Budapest, Mezőgazda Kiadó                              | 1992            |                          |
| szerk. Varga Lászlóné, Loósz Vera | Univerzális receptlexikon A-tól Z-ig                                        | Budapest, Esély Mozaik Kiadó & Holding Kft.            | 1998            |                          |
| Boruzs János – Boruzs Jánosné     | Borlexikon. Borral készült ételek receptjeivel                              | Debrecen, Kheirón '97 Kereskedelmi és Szolgáltató Kft. | 2000            |                          |
| (fotózta): Bakai Gusztáv          | Nemzetközi és magyar sörlexikon                                             | Budapest, Aréna 2000                                   | 2004            |                          |
| Andrea Rausch – Brigitte Lotz     | Kis zöldfűszerlexikon. Termesztésük, ízük, felhasználásuk receptekkel       | Budapest, M-Érték Kiadó Kft.                           | 2005            |                          |
| Anne Ilburg                       | Kis sajtlexikon. Gyártásuk, származásuk, csoportosításuk, ízük              | Budapest, M-Érték Kiadó Kft.                           | 2005            |                          |
| (szerk.) Illés Andrea             | Mártások kislexikona                                                        | Budapest, M-Érték Kiadó Kft.                           | 2006            |                          |
| Tobias Pehle – Birgit Andrich     | Tésztalexikon                                                               | Budapest, M-Érték Kiadó Kft.                           | 2007            |                          |
| Khaled Riahi – Tobias Pehle       | Koktél-lexikon. Csodás receptek és keverési technikák                       | Budapest, M-Érték Kiadó Kft.                           | 2008            |                          |
| Yara Hackstein – Beate Engelmann  | Salátalexikon. Hozzávalók – Felhasználásuk – Receptek                       | Budapest, M-Érték Kiadó Kft.                           | 2008            |                          |
| Roger Kimpel – Yara Hackstein     | A grillezés kislexikona. A legízletesebb rostonsültek a Föld minden tájáról | Budapest, M-Érték Kiadó Kft.                           | 2008            |                          |
| szerk. Balázs Éva                 | Gasztronómiai lexikon (Larousse)                                            | Budapest, Geopen Könyvkiadó                            | 2010            |                          |

### Genealógia
| Szerző               | Cím | Megjelenési hely, kiadó                             | Megjelenési idő | Elektronikus elérhetőség |
| -------------------- | --- | --------------------------------------------------- | --------------- | ------------------------ |
| Nagy Iván            | Magyarország családai czimerekkel és nemzékrendi táblákkal (12+1 kötet)                                        | Pest, Ráth Mór kiadása                              | 1857–1868       | MEK                      |
| Wertner Mór          | A középkori délszláv uralkodók genealogiai története                                                           | Temesvár, Csanád-Egyházmegyei Könyvsajtó            | 1891            | REAL-EOD                 |
| Wertner Mór          | Az Árpádok családi története                                                                                   | Nagybecskerek, Pleitz Ferencz Pál Könyvnyomdája     | 1892            | REAL-EOD                 |
| Kempelen Béla        | Magyar nemesi almanach. Az 1867–1909-ben magyar nemességre, bárói, grófi és herczegi méltóságra emelt családok | Budapest, „Pátria” Irodalmi Vállalat és Nyomdai Rt. | 1910            | Arcanum                  |
| Kempelen Béla        | Magyar nemes családok (11 kötet)                                                                               | Budapest, Grill Károly Könyvkiadóvállalata          | 1911–1932       | Arcanum                  |
| Kempelen Béla        | Magyar főrangú családok                                                                                        | Budapest, Szerzői kiadás                            | 1931            | REAL-EOD                 |
| Kempelen Béla        | Magyar zsidó és zsidóeredetű családok (3 kötet)                                                                | Budapest, Szerzői kiadás                            | 1937–1939       |                          |
| Gudenus János József | A magyarországi főnemesség XX. századi genealógiája (5 kötet)                                                  | Budapest, Natura–Tellér Kft.–Heraldika              | 1990–1999       |                          |

### Hadtudomány, rendőrség
| Szerző                                                  | Cím                                                                            | Megjelenési hely, kiadó                              | Megjelenési idő | Elektronikus elérhetőség |
| ------------------------------------------------------- | ------------------------------------------------------------------------------ | ---------------------------------------------------- | --------------- | ------------------------ |
| Mihályfalvy J.                                          | Csendőr-lexikon                                                                | Budapest, Légrády-Testvérek                          | 1899            |                          |
| Rédey Miklós – Laky Imre                                | Rendőrségi lexicon                                                             | Budapest, Stephaneum                                 | 1903            | MEK                      |
| szerk. Rédey Miklós, Laky Imre                          | Rendőri lexikon. Közrendészeti és büntetőjogi tudnivalók betűrendes kézikönyve | Budapest, Pátria                                     | 1909            |                          |
| Ruzsin Ferenc                                           | Légvédelmi lexikon                                                             | Eger, Egri Nyomda Rt.                                | 1937            |                          |
| szerk. Zachár Sándor                                    | Katonai zseb-lexikon                                                           | Budapest, Attila-nyomda Rt.                          | 1939            |                          |
|                                                         | A nagy háború kis lexikona. Az Ujság mindent tudok évkönyve                    | Budapest, Forrás Nyomdai Műintézet                   | 1942            |                          |
| több szerző                                             | Haditechnikai kislexikon                                                       | Budapest, Zrínyi Katonai Könyv- és Lapkiadó          | 1971, 1976      |                          |
| Babos Antal – Bojtás Antal – Csipes János               | Katonai lexikon                                                                | Budapest, Zrínyi Katonai Könyv- és Lapkiadó          | 1985            |                          |
| Plavecz Tamás – Plavecz Nándor                          | Japán és kínai harcművészetek kislexikona                                      | Budapest, HungariaSport Reklám és Marketing Vállalat | 1988            |                          |
| Ács Tibor – Balogh Gyula – Bencze László                | Honvédelmi miniszterek 1848–1994                                               | Budapest, Zrínyi Kiadó                               | 1994            |                          |
| több szerző                                             | Hadtudományi lexikon (2 kötet)                                                 | Budapest, Magyar Hadtudományi Társaság               | 1995            |                          |
| több szerző                                             | Magyarország a második világháborúban – Lexikon A–Zs                           | Budapest, Petit Real Könyvkiadó                      | 1996            | Arcanum                  |
| több szerző                                             | Magyarország az első világháborúban – Lexikon A–Zs                             | Budapest, Petit Real Könyvkiadó                      | 2000            |                          |
| Szakály Sándor                                          | A magyar katonai felső vezetés 1938–1945. Lexikon és adattár                   | Budapest, Ister Kiadó                                | 2001            |                          |
| Ferwagner Péter Ákos, Komár Krisztián, Szélinger Balázs | Terrorista szervezetek lexikona. Gavrilo Principtől Oszama bin Ladenig         | Budapest, Maxim Könyvkiadó                           | 2003            |                          |
| Werner Lind                                             | Nagy harcművészeti lexikon                                                     | Budapest, Libruna Kft.                               | 2004            |                          |
| Weiszhár Attila – Weiszhár Balázs                       | Háborúk lexikona                                                               | Budapest, Athenaeum 2000 Kiadó                       | 2007            |                          |

### Helytörténet
| Szerző                                                                       | Cím | Megjelenési hely, kiadó                                                            | Megjelenési idő      | Elektronikus elérhetőség |  |
| ---------------------------------------------------------------------------- | --- | ---------------------------------------------------------------------------------- | -------------------- | ------------------------ |  |
| Peretsényi Nagy László                                                       | Arad vármegyének írói és tudóssai 1818-edik esztendeig | kéziratban (19. sz.)                                                               | kéziratban (19. sz.) |                          |  |
| Kazinczy Ferenc                                                              | Arad vármegyei írók 1586–1822 | kéziratban (19. sz.)                                                               | kéziratban (19. sz.) |                          |  |
| Soltész János                                                                | A sárospataki főiskola tanárainak életrajza | Sárospatak                                                                         | 1864                 |                          |  |
| Zelliger Alajos                                                              | Esztergom vármegyei írók, vagyis Esztergom városában és vármegyében született, vagy működött írók koszorúja                                                           | Budapest                                                                           | 1888                 |                          |  |
| Récsey Viktor                                                                | Vasmegyei írók | Sopron                                                                             | 1888                 |                          |  |
| Borovszky Samu                                                               | Debreczeni írók és tanárok | ?                                                                                  | 1898                 |                          |  |
| Ádám Gerzson                                                                 | Nagykőrösi Athenás | Nagykőrös                                                                          | 1904                 |                          |  |
| Kovács Zsigmond                                                              | Kassai írók a mohácsi vésztől máig | Kassa                                                                              | 1907                 |                          |  |
| Guthi Imre                                                                   | Fővárosi almanach lexikon és útmutató 1910–1912 | Budapest                                                                           | 1912                 |                          |  |
| Hell Lajos                                                                   | Budapest képes lexikona. Kézikönyv Budapest összes tudnivalóiról | Budapest                                                                           | 1913                 |                          |  |
| szerk. Osvát Kálmán                                                          | Erdélyi lexikon | Nagyvárad, Szabadsajtó Könyv- és Lapkiadó Rt.                                      | 1928                 |                          |  |
| Hortobágyi Ágoston                                                           | Somogyi Helikon. A somogymegyei származású, vagy Somogyban több-kevesebb ideig lakó, vagy legalábbis Somoggyal kapcsolatban működő költők, írók és művészek lexikona. | Kaposvár                                                                           | 1928                 |                          |  |
| Damó Jenő                                                                    | Ki Kicsoda? Az erdélyi és bánsági közélet lexikonja | A „Lexika” kiadóvállalat kiadása, Temesvár–Arad                                    | 1931                 |                          |  |
| Negyedi-Szabó Béla                                                           | Ujpest-Rákospalotai lexikon és almanach 1932. évre | k. n., Újpest                                                                      | 1932                 |                          |  |
| (szerk.) Lederer Ottó                                                        | A 100 éves Újpest története. Újpest–rákospalotai lexikon | Budapest, Negyedi Szabó Béláné Kiadása                                             | 1936                 |                          |  |
| Hell Lajos                                                                   | Budapest képes lexicona | Budapest, Akadémiai Kiadó                                                          | 1939                 | MEK                      |  |
| (szerk.) Molnár Olga                                                         | Budapest székesfőváros statisztikai lexikonja | Budapest, Budapest Székesfőváros Statisztikai Hivatala                             | 1940                 |                          |  |
| Sági Ernő                                                                    | Balatoni kis lexikon. A balatoni könyv és balatoni címtár melléklete.                                                                                                 | Budapest                                                                           | 1940                 |                          |  |
| Pataki József                                                                | Megyénk (Tolna m.) történelmi kiválóságainak rövid jegyzéke | Szekszárd                                                                          | 1958                 |                          |  |
| Frisnyák Sándor                                                              | Borsodi földrajzírók a XVI–XIX. században | Miskolc                                                                            | 1959                 |                          |  |
| (szerk.) Puruczki Béla – Fancsali Petronella – Novák Tamásné                 | Az utcák őrzik emléküket | Budapest, Fővárosi Szabó Ervin Könyvtár                                            | 1963                 |                          |  |
| Kovacsics József                                                             | Veszprém megye helytörténeti lexikona (2 kötet) | Sátoraljaújhely, Kazinczy Ferenc Társaság                                          | 1964–1988            |                          |  |
| Dr. Váry István – Heltai Nándor                                              | Kecskemét jelesei. Életrajzi adatok | Kecskemét, Kecskemét Város Tanácsa                                                 | 1968                 |                          |  |
| több szerző                                                                  | Józsefvárosi lexikon | Budapest, MSZMP VIII. Kerületi Bizottsága – Fővárosi Tanács VIII. Kerületi Tanácsa | 1970                 |                          |  |
| több szerző                                                                  | Budapest lexikon (2. kiad 2 kötet) | Budapest, Akadémiai Kiadó                                                          | 1973, bőv. 1993      |                          |  |
| szerk. Bíró József                                                           | Hódmezővásárhely jelesei | Hódmezővásárhely, Hódmezővásárhely Városi Tanácsa                                  | 1974                 |                          |  |
| szerk. Antalffy György                                                       | A munkásmozgalom Csongrád megyei harcosainak életrajzi lexikona | Szeged                                                                             | 1987                 |                          |  |
| Praznovszky Mihály                                                           | Nógrádi Mikszáth-lexikon. 1. rész, Személyek. 2. rész, Helyszínek. | Salgótarján, Mikszáth Kiadó                                                        | 1991                 |                          |  |
| Forró Katalin                                                                | Váci pantheon | Vác, Váci Grafikai Műhely                                                          | 1992                 |                          |  |
| Péterné Fehér Mária – Szabó Tamás – Székelyné Kőrösi Ilona                   | Kecskeméti életrajzi lexikon | Kecskemét, Kecskeméti Lapok Kft.–Kecskemét Monográfia Szerkesztősége               | 1992                 |                          |  |
| szerk. Gyimesi Endre                                                         | Zalai életrajzi kislexikon | Zalaegerszeg, Zala Megyei Önkormányzati Közgyűlés                                  | 1994                 |                          |  |
| Somogyi Lajos                                                                | Vecsési életrajzi lexikon és eseménynaptár 1786–1995 | DZL-Kiadó, n. a.                                                                   | 1995                 |                          |  |
| szerk. Grósz Mihály                                                          | Csabai életrajzok | k. n., Békéscsaba                                                                  | 1995                 | oslovma.hu               |  |
| Bánáti Tibor (sajtó alá rend. Karlovitz Margit, Kőhegyi Mihály, Merk Zsuzsa) | Bajai arcképcsarnok | Baja, Türr István Múzeum                                                           | 1996                 |                          |  |
|                                                                              | Veszprém megyei életrajzi lexikon | Veszprém, Veszprém Megyei Önkormányzat Közgyűlése                                  | 1998                 |                          |  |
| főszerk. Dlusztus Imre                                                       | Szegedi ki kicsoda? 1998-99 | Szeged, Délmagyarország Kft.                                                       | 1999                 |                          |  |
| szerk. Rikli Ferenc, Gerócs Barbara, Rab László                              | Kanizsai Enciklopédia | [Nagykanizsa?], B. Z. Lapkiadó Kft.                                                | 1999                 |                          |  |
| Tököly Gábor                                                                 | Ki kicsoda Rozsnyón | Somorja, Méry Ratio                                                                | 1999                 |                          |  |
| (szerk.) Bodrik Sándor                                                       | Mezőtúri életrajzi lexikon. Mezőtúr város pantheonja a kezdetektől máig                                                                                               | Mezőtúr, Magánkiadás                                                               | 1999                 |                          |  |
| szerk. Solymár Judit – Kovács Lajos                                          | Dorogi lexikon A–Zs | Dorog, Dorog Város Önkormányzata                                                   | 2000, bőv. 2008      |                          |  |
| főszerk. Stanik István                                                       | Erdélyi magyar ki kicsoda 2000 | [Bukarest]–Nagyvárad, Romániai Magyar Demokrata Szövetség – Scripta Kiadó          | 2000                 |                          |  |
| Presinszky Lajos                                                             | Felső-Csallóközi arcképcsarnok | Dunaszerdahely, Csemadok Dunaszerdahelyi Területi Választmánya                     | 2000                 |                          |  |
| szerk. Pethő Zsoltné Németh Erika                                            | Szentendrei arcképcsarnok (2 kötet) | Szentendre, Szentendre Város Polgármesteri Hivatal                                 | 2000–2006            |                          |  |
| Nagy József – Mester Péter – Romvári Gáborné                                 | Békési életrajzi kislexikon – a reformáció korától a XX. század végéig                                                                                                | Békés, Békési Városvédő és Szépítő Egyesület kiadása                               | 2001                 |                          |  |
|                                                                              | Veszprém megyei kortárs életrajzi lexikon (2 kötet) | Veszprém, Veszprém Megyei Önkormányzat Közgyűlése                                  | 2001                 |                          |  |
| szerk. Fehér József                                                          | Sátoraljaújhely lexikona | Sátoraljaújhely, Kazinczy Ferenc Társaság                                          | 2001                 |                          |  |
| Orbánné dr. Horváth Márta                                                    | Emlékművek, emléktáblák győri kislexikona | Győr, Győr Városi Könyvtár                                                         | 2001                 |                          |  |
| szerk. Keresztyén Balázs                                                     | Kárpátaljai művelődéstörténeti kislexikon | Budapest-Beregszász, Hatodik Síp Alapítvány-Mandátum Kiadó                         | 2001                 |                          |  |
| szerk. Kőszegfalvi Ferenc és Borus Gábor                                     | Hódmezővásárhelyi életrajzi lexikon | Szeged, Bába Kiadó,                                                                | 2002                 |                          |  |
| szerk. B. Jánosi Gyöngyi                                                     | A jászsági képzőművészek arcképcsarnoka | Jászberény, Hamza Múzeum és Jász Galéria Közalapítvány                             | 2002                 |                          |  |
| szerk. biz. elnöke Sipos Lajos, főszerk. Hirmann László                      | Újpest lexikon | Újpest, Újpest Önkormányzata–Kossuth Kiadó                                         | 2002                 |                          |  |
| szerk. Sugárné Koncsek Aranka                                                | Jász történelmi arcképcsarnok | Jászberény, Jász Múzeumért Alapítvány                                              | 2003                 |                          |  |
| Bura László                                                                  | A második évszázad (1904–2004). A szatmári római katolikus egyházmegye kislexikona                                                                                    | Csíkszereda                                                                        | 2003                 |                          |  |
| Grábics Frigyes – Dr. Horváth Sándor Domonkos – Kucska Ferenc                | Győri életrajzi lexikon | Budapest, Galgóczi Erzsébet Városi Könyvtár                                        | 2003                 |                          |  |
| Miklós József                                                                | Csíki lexikon | Csíkszereda, Pro-Print Könyvkiadó                                                  | 2004                 |                          |  |
| Bánáti Tibor                                                                 | Bajai arcképcsarnok 2. | Baja, Bajai Honpolgár Alapítvány                                                   | 2004                 |                          |  |
| szerk. Hadrovics László                                                      | Moson Megyei életrajzi lexikon | Mosonmagyaróvár, Huszár Gál Varosi Könyvtár                                        | 2006                 | hgkmovar.hu              |  |
| Dupka György                                                                 | A magyar irodalom Kárpátaljai Lexikona | h. n., Ukrajnai Magyar Krónika                                                     | 2007                 |                          |  |
| Tilhof Endre                                                                 | Devecseri életrajzi lexikon | Devecser, Devecser Város Önkormányzata és a Városi Könyvtár                        | 2007                 |                          |  |
| szerk. Feitl István                                                          | A főváros élén – Budapest főpolgármesterei és polgármesterei 1873–1950                                                                                                | Budapest, Napvilág Kiadó                                                           | 2008                 |                          |  |
| Dobrossy István – Eszenyi Miklós – Zahuczky László                           | Miskolci életrajzi lexikon | Miskolc, BAZ Megyei Levéltárért Alapítvány–Miskolc Megyei Jogú Város               | 2008                 |                          |  |
| Lábadi Károly                                                                | Drávaszög lexikon | Budapest, Timp Kiadó                                                               | 2008                 |                          |  |
| gyűjt. és összeáll. Kertész Károly                                           | Tapolcai életrajzi lexikon | Tapolca, Tapolcai Városszépítő Egyesület                                           | 2009                 |                          |  |
| Bényei József                                                                | Debreceni irodalmi lexikon | Debrecen, Tóth Könyvkereskedés és Kiadó                                            | 2009                 |                          |  |
| Filipszky István – Grósz András                                              | Budaörs lexikon | Budaörs, Budaörs Város Önkormányzata                                               | 2009                 |                          |  |
| szerk. Fodor Béla                                                            | Zuglói Lexikon | Budapest, Herminamező Polgári Köre                                                 | 2009                 |                          |  |
| Varga Béla                                                                   | Veszprém város lexikona | Veszprém, magánkiadás                                                              | 2009                 |                          |  |
| főszerk. Stanik István                                                       | Erdélyi magyar ki kicsoda 2010 | [Nagyvárad], Romániai Magyar Demokrata Szövetség – BMC Kiadó                       | 2010                 |                          |  |
| Hódi Sándor – Hódi Éva                                                       | Vajdasági magyar ki kicsoda 2010 | Ada, Széchenyi István Stratégiakutató Intézet                                      | 2010                 |                          |  |
| szerk. Romváry Ferenc                                                        | Pécs Lexikon (2 kötet) | Pécs, Pécs Lexikon Kulturális Nonprofit Kft.                                       | 2010                 |                          |  |
| szerk. Pappné Beke Judit – Kocsondiné Eisenkorb Györgyi – Márkus Rita        | Keszthelyi életrajzi lexikon | Keszthely, Keszthely Város Önkormányzata                                           | 2010                 |                          |  |
| Kadlecovits Géza                                                             | Újpesti utcanévlexikon | Budapest, Újpesti Városvédő Egyesület                                              | 2012                 |                          |  |
| Biczó Zalán                                                                  | Életrajzi lexikon a győri Leánygimnázium tanárairól 1908–1950 | Budapest, Kazinczy Ferenc Gimnázium és Kollégium Alapítványa                       | 2013                 |                          |  |
| szerk. Bodrits István, Zombori István                                        | Szegedi ki kicsoda? 2014 | Szeged, Historia Ecclesiastica Hungarica Alapítvány Szeged                         | 2014                 |                          |  |
| Majthényi László – Fehér László                                              | Kemenesaljai Életrajzi Lexikon | ?, Kemenesaljai Regionális Ifjúsági Szervezet                                      | 2014                 |                          |  |
| Kernné Magda Irén                                                            | Híres paksi elődeink. Életrajzi gyűjtemény | Paks, Pákolitz István Városi Könyvtár                                              | 2014                 |                          |  |
| Ligetfalvi György, Majkó Zsuzsanna                                           | Városliget lexikon | Budapest, Városháza kiadás                                                         | 2017                 |                          |  |
|                                                                              | Zuglóiak – életrajzi lexikon | Budapest, ?                                                                        | 2020                 |                          |  |

### Játékok
| Szerző                                                | Cím                                            | Megjelenési hely, kiadó                        | Megjelenési idő | Elektronikus elérhetőség |
| ----------------------------------------------------- | ---------------------------------------------- | ---------------------------------------------- | --------------- | ------------------------ |
| Burger András—Pálos Miklós—Pethes Sándor—Szántó Gábor | Játéklexikon                                   | Budapest, Ifjúsági Lap- és Könyvkiadó Vállalat | 1984            |                          |
| (szerk.) Garaminé Goldstein Edit                      | Rejtvényfejtők Nagy Lexikona (3 kötet)         | Budapest, Magyar Világ Kiadó                   | 1992–1994       |                          |
| főszerk. Berend Mihály                                | Kártyalexikon                                  | Budapest, Akadémiai Kiadó                      | 1993, 2008      |                          |
| (szerk.) Boruzsné Jacsmenik Erika                     | Rejtvényfejtők és -készítők lexikona (2 kötet) | Budapest, Esély Könyvklub Kft.                 | 1997            |                          |
| (szerk.) Garaminé Goldstein Edit                      | Rejtvényfejtők Új Nagy Lexikona (2 kötet)      | Budapest, Kossuth Kiadó Rt.                    | 2000            |                          |

### Jog, államtudomány
| Szerző                              | Cím | Megjelenési hely, kiadó                               | Megjelenési idő | Elektronikus elérhetőség |
| ----------------------------------- | --- | ----------------------------------------------------- | --------------- | ------------------------ |
| szerk. Madarassy Pál                | A bélyeg- és illetékek iránti törvények és szabályok lexikona (3 kötet)                                                                                              | Budapest, Athenaeum kiadása                           | 1893            |                          |
| szerk. Hegedüs János                | Anyakönyvi lexikon | Nagy-Becskerek, Pleitz Ferenc Pál kiadása             | 1897            |                          |
| szerk. Márkus Dezső                 | Magyar jogi lexikon (6 kötet) | Budapest, Pallas Irodalmi és Nyomdai Rt.              | 1898–1906       |                          |
| szerk. Barazsu Endre                | Telekkönyvi lexikon (3 kötet) | Nagybánya, Nánásy István kiadása                      | 1909–1910       |                          |
| szerk. Gryneusz György – Huszár Pál | Egyenesadók lexikona (3 kötet) | Budapest–Szentgotthárd, Grill–Wellisch kiadás         | 1912            |                          |
| szerk. Szepesi Mihály               | A törvénykezési illetékekről szóló törvény kézi lexikona | Budapest, Politzer Zsigmond kiadása                   | 1918            |                          |
| több szerző                         | Közigazgatási kis lexikon | Budapest, Pallas Irodalmi és Nyomdai Részvénytársaság | 1929            |                          |
| Szondy Viktor – Jónás Endre         | Diplomáciai lexikon | Budapest, Kulcsár Andor Könyvnyomdája                 | 1947            |                          |
| szerk. Hajdú Gyula                  | Diplomáciai és nemzetközi jogi lexikon | Budapest, Akadémiai                                   | 1959            |                          |
| szerk. Hajdú Gyula                  | Diplomáciai és nemzetközi jogi lexikon | Budapest, Akadémiai; 2. átdolg. kiad                  | 1967            |                          |
| több szerző                         | Állam- és jogtudományi enciklopédia (2 kötet) | Budapest, Akadémiai Kiadó                             | 1980            |                          |
| főszerk. Péter János                | Állami és társadalmi szervezetek Magyarországon | Budapest, Kossuth Könyvkiadó                          | 1985            |                          |
| Gyalay Mihály                       | Magyar igazgatástörténeti helységnévlexikon. 1723-1918 között; továbbá a későbbi államkeretekbe osztott területek részletes adataival kiegészítve, általában 1989-ig | Budapest, k. n.                                       | 1989            |                          |
| főszerk. Kiss Elemér                | Magyar Közigazgatási Lexikon 1996 | Budapest, Magyar Hivatalos Közlönykiadó               | 1997            |                          |
| szerk. Lamm Vanda – Preschka Vilmos | Jogi lexikon | Budapest, KJK-KERSZÖV Jogi és Üzleti Kiadó Kft.       | 1999            |                          |
| szerk. Bába Iván – Sáringer János   | Diplomáciai Lexikon – A nemzetközi kapcsolatok kézikönyve | Budapest, Éghajlat Könyvkiadó Kft.                    | 2018            | REAL-MTAK                |
|                                     | Új diplomáciai lexikon – A nemzetközi kapcsolatok kézikönyve (2 kötet)                                                                                               | Budapest, Kairosz Kiadó                               | 2021            |                          |

### Kémia, vegyipar
| Szerző                                                                  | Cím                                                     | Megjelenési hely, kiadó                    | Megjelenési idő  | Elektronikus elérhetőség |
| ----------------------------------------------------------------------- | ------------------------------------------------------- | ------------------------------------------ | ---------------- | ------------------------ |
| Koós Gábor                                                              | Az áruisme kis lexikona                                 | Pozsony – Budapest, Staffel Károly kiadása | 1899             |                          |
| Rácz Lajos                                                              | Gyakorlati áruismeret és vegyészeti árúk kézi lexikonja | Budapest, szerző kiadása                   | 1927             |                          |
| Lentz Nándor                                                            | Fotovegyszer lexikon                                    | Budapest, Műszaki Könyvkiadó               | 1957, 1960, 1962 |                          |
| dr. Hermann Römpp                                                       | Vegyészeti lexikon (3 kötet)                            | Budapest, Műszaki Könyvkiadó               | 1961             |                          |
| szerk. Kiss Béla                                                        | Műanyag- és gumiipari kislexikon                        | Budapest, Műszaki Könyvkiadó               | 1971             |                          |
| szerk. Jerzy Chodkowski                                                 | Kis kémiai szótár                                       | Budapest, Gondolat Kiadó                   | 1972             |                          |
| Erhard Ühlein                                                           | Römpp kémiai kislexikon                                 | Budapest, Műszaki Könyvkiadó               | 1973             |                          |
| Futó László                                                             | Vegyiszál minilexikon                                   | Budapest, Műszaki Könyvkiadó               | 1974             |                          |
| több szerző                                                             | Analitikai kémiai kislexikon                            | Budapest, Műszaki Könyvkiadó               | 1978             |                          |
| szerk. Felszeghy Ödön                                                   | Kémiai kislexikon (2 kötet)                             | Bukarest, Kriterion Könyvkiadó             | 1980             |                          |
| Balázs Lóránt – Hronszky Imre – Sain Márton                             | Kémiatörténeti ABC                                      | Budapest, Tankönyvkiadó                    | 1981             |                          |
| Dr. Otto-Albrecht Neumüller (magyar kiad. főszerk. dr. Polinszy Károly) | Römpp Vegyészeti Lexikon (4 kötet)                      | Budapest, Műszaki Könyvkiadó               | 1981–1984        |                          |
| Farkas Ferenc                                                           | Műanyagipari környezetvédelmi lexikon                   | Budapest, G-mentor Kft.                    | 2002             |                          |

### Képzőművészet, építészet
| Szerző                                                  | Cím | Megjelenési hely, kiadó                                                             | Megjelenési idő      | Elektronikus elérhetőség |
| ------------------------------------------------------- | --- | ----------------------------------------------------------------------------------- | -------------------- | ------------------------ |
| szerk.: Déry Béla – Bányász László – Margitay Ernő.     | Almanach (képzőművészeti lexikon)                                                                                | Budapest, Légrády                                                                   | 1912                 |                          |
| szerk.: Szendrei János – Szentiványi Gyula              | Magyar Képzőművészek lexikona (az 1. kötetnél félbemaradt)                                                       | Budapest, Endrényi I. kiadása                                                       | 1915                 | Arcanum                  |
| Kun Imre                                                | Művészeti szótár                                                                                                 | Budapest, Grill Károly Könyvkiadóvállalata                                          | 1920                 |                          |
| több szerző                                             | Művészeti lexikon (2 kötet)                                                                                      | Budapest, Győző Andor Kiadása                                                       | 1926; bőv. 1935      | 2., 1935-ös kiadás       |
| n. a.                                                   | Művészeti kis lexikon                                                                                            | Budapest, Vasárnapi Könyv kiadás                                                    | 1930                 |                          |
| (szerk.) Almási Balogh Lóránt–Ányos Laci–Dr. Bacsó Jenő | Magyar művészeti lexikon                                                                                         | Budapest, Nemesvári Ernő kiadás                                                     | 1936                 |                          |
| Bojár Iván                                              | Építéstörténeti villámlexikon                                                                                    | Budapest, Különlenyomat az Építőipari és Műszaki kézikönyv 1948. évi VII. kötetéből | 1948                 |                          |
| több szerző                                             | Művészettörténeti ABC                                                                                            | Budapest, Terra Kiadó                                                               | 1961                 |                          |
| több szerző                                             | Művészeti lexikon (4 kötet)                                                                                      | Budapest, Akadémiai Kiadó                                                           | 1965–1968            |                          |
| (szerk.) Lajta Edit                                     | Művészeti kislexikon                                                                                             | Budapest, Akadémiai Kiadó                                                           | 1973                 |                          |
| Fernand Hazan                                           | A modern festészet lexikona                                                                                      | Budapest, Gondolat Könyvkiadó                                                       | 1974                 |                          |
| Baskainé Dienes Klára                                   | Művészeti témák kislexikona                                                                                      | Budapest, Tankönyvkiadó Vállalat                                                    | 1977                 |                          |
| szerk. Kubinszky Mihály                                 | Modern építészeti lexikon                                                                                        | Budapest, Műszaki Könyvkiadó                                                        | 1978                 |                          |
| Jutta Seibert – Körber Ágnes                            | A keresztény művészet lexikona                                                                                   | Budapest, Corvina Könyvkiadó                                                        | 1986                 |                          |
| Seregélyi György                                        | Magyar festők és grafikusok adattára. Életrajzi lexikon az 1800-1988 között alkotó festő- és grafikusművészekről | Szeged                                                                              | 1988                 |                          |
| (szerk.) Turai Hedvig – Falus János                     | Művészlexikon (4 kötet)                                                                                          | Budapest, Corvina Kiadó                                                             | 1994                 |                          |
| Judith Miller–Martin Miller                             | Antikvitások Miller-féle zseblexikona                                                                            | Budapest, Láng Kiadó                                                                | 1995                 |                          |
| Dr. Nagy Zoltán                                         | Művészeti kislexikon                                                                                             | Kisújszállás, Szalay Könyvkiadó és Kereskedőház Kft.                                | 1997                 |                          |
| Dr. Szabó Ákos – Kállai Tibor                           | Magyar festők és grafikusok életrajzi lexikona (2 kötet)                                                         | Nyíregyháza, Magánkiadás                                                            | 1997                 |                          |
| Kisbán Gyula                                            | Művészeti kislexikon                                                                                             | Fiesta-Saxum                                                                        | 1998                 |                          |
| Katona Imre                                             | Porcelánlexikon                                                                                                  | Budapest, Gesta Könyvkiadó                                                          | 1999                 |                          |
| szerk. Keszthelyi Katalin, Laczkó Ibolya                | A magyar kerámiaművészet I. kötet                                                                                | Budapest, Magyar Kerámikusok Társasága                                              | 1999                 |                          |
| több szerző                                             | Kortárs magyar művészeti lexikon (3 kötet)                                                                       | Budapest, Enciklopédia Kiadó                                                        | 1999–2001            |                          |
| szerk. Végh János                                       | Középiskolai művészeti lexikon                                                                                   | Budapest, Corvina Kiadó                                                             | 2000                 |                          |
| Szénássy Árpád                                          | Felvidéki Árpád-kori templomok lexikona (2 kötet)                                                                | Budapest, Szent István Társulat és Komárom, KT Könyv- és Lapkiadó Kft.              | 2002–2003            |                          |
| főszerk. Körber Ágnes                                   | Magyar Művészeti Kislexikon                                                                                      | Budapest, Enciklopédia Kiadó                                                        | 2002                 |                          |
| Molnár Dénes                                            | Erdélyi műtár. Képzőművészek, iparművészek, műépítészek, művészettörténészek, fotóművészek, műgyűjtők adattára   | Déva, Corvina Kiadó                                                                 | 2002                 |                          |
| Kiss Éva                                                | Bútorművészeti lexikon                                                                                           | Budapest, Corvina Könyvkiadó                                                        | 2005                 |                          |
|                                                         | Művészeti kislexikon                                                                                             | Budapest, Corvina Kiadó                                                             | 2006                 |                          |
| Balázs-Arth Valéria                                     | Délvidéki magyar képzőművészeti lexikon                                                                          | Budapest, Timp Kiadó Kft.                                                           | 2007                 |                          |
| (szerk.) Fajcsák Gyöngyi                                | Keleti művészeti lexikon                                                                                         | Budapest, Corvina Kiadó                                                             | 2007                 |                          |
| Gyöngy Kálmán                                           | Magyar karikaturisták adat- és szignótára                                                                        | Budapest, Ábra Kkt.                                                                 | 2008                 |                          |
| Fábián Sándor                                           | A világ szobrászainak lexikona                                                                                   | Mkerámia Kft., Budapest                                                             | 2008                 |                          |
| több szerző                                             | Festészet A-tól Z-ig                                                                                             | Pécs, Alexandra Kiadó                                                               | 2008                 |                          |
| Gerencsér Ferenc                                        | Művészettörténeti lexikon diákoknak                                                                              | Pécs, Puedlo Kiadó                                                                  | é. n. [2000-es évek] |                          |
| ?                                                       | Ki kicsoda a művészetben?                                                                                        | Budapest, Laude Kiadó                                                               | é. n. [2000-es évek] |                          |
| szerk. Salamon Nándor                                   | Kisalföldi művészeti lexikon                                                                                     | Vasszilvágy, Magyar Nyugat Könyvkiadó                                               | 2012                 |                          |
| Takács Gábor                                            | Műgyűjtők Magyarországon a 18. század végétől a 21. század elejéig                                               | Budapest, Kieselbach Galéria                                                        | 2012                 |                          |
| szerk. Nádori Attila                                    | Művészeti stílusok – Britannica Hungarica kisenciklopédia                                                        | Budapest, Kossuth Kiadó                                                             | 2014                 |                          |
| Ruzsa György                                            | Az ikonfestészet lexikona                                                                                        | Budapest, Corvina Kiadó                                                             | 2014                 |                          |

### Kommunikáció- és médiatudomány
| Szerző                                | Cím                        | Megjelenési hely, kiadó | Megjelenési idő | Elektronikus elérhetőség |
| ------------------------------------- | -------------------------- | ----------------------- | --------------- | ------------------------ |
| szerk. Bodrits István – Viczián János | Ki kicsoda a hírközlésben? | Szekszárd, Babits Kiadó | 1993            |                          |

### Könnyűipar
| Szerző                                                 | Cím                                      | Megjelenési hely, kiadó                            | Megjelenési idő | Elektronikus elérhetőség |
| ------------------------------------------------------ | ---------------------------------------- | -------------------------------------------------- | --------------- | ------------------------ |
| szerk. Biró Miklós – Kertész Árpád – Novák László      | Nyomdászati lexikon                      | Budapest, Biró Miklós kiadása                      | 1936            | MEK                      |
| Nagy Mihály – Bak Lóránt                               | Textil ABC. Textil fogalmak – népszerűen | H. n., Textilipari Műszaki és Tudományos Egyesület | 1969            |                          |
| szerk. Vermes Lászlóné – Schmél Ferenc – Vermes László | Bőr- és cipőipari minilexikon            | Budapest, Műszaki Könyvkiadó                       | 1975            |                          |
| Bakódi Kálmán – Murlasits Gyula                        | Műbőrők minilexikon                      | Budapest, Műszaki Könyvkiadó                       | 1983            |                          |
| Páris Lászlóné                                         | Ragasztáschnikai minilexikon             | Budapest, Műszaki Könyvkiadó                       | 1983            |                          |
| több szerző                                            | Papíripari szaklexikon                   | H. n., Papír-press Egyesülés                       | 2003            |                          |

### Könyvkiadás, könyvtártan
| Szerző                   | Cím                                        | Megjelenési hely, kiadó               | Megjelenési idő | Elektronikus elérhetőség |
| ------------------------ | ------------------------------------------ | ------------------------------------- | --------------- | ------------------------ |
| Szolnoki Ernő            | Bibliográfiai lexikon                      | Vörösváry Kiadóvállalat, Budapest     | 1943            |                          |
| Zala Imre                | Könyv A-Z. A könyvkereskedelem kislexikona | Budapest, Tankönyvkiadó               | 1973            | MEK                      |
| Vértesy Miklós           | Könyvtárosok kislexikona                   | Budapest, Múzsák Közművelődési Kiadó  | 1987            |                          |
| Kiss József – Jakab Sára | Ki kicsoda a magyar könyvszakmában         | Budapest, Kiss József Könyvkiadó Kft. | 2005            |                          |
| Kicsi Sándor András      | Magyar könyvlexikon                        | Budapest, Kiss József Könyvkiadó Kft. | 2006            |                          |

### Közgazdaság, pénzügy
| Szerző | Cím | Megjelenési hely, kiadó                                                                 | Megjelenési idő       | Elektronikus elérhetőség |
| --- | --- | --------------------------------------------------------------------------------------- | --------------------- | ------------------------ |
| szerk. Halász Sándor – Mandelló Gyula | Közgazdasági lexikon (3 kötet)                                                                                            | Budapest, Pallas Irodalmi és Nyomdai Rt.                                                | 1898–1901             |                          |
| Czakó Emil és Gara Zoltán | Kis kereskedelmi lexikon                                                                                                  | Budapest, Lampel Róbert (Wodianer Ferenc és Fiai) Császári és Királyi Könyvkereskedése, | 1906                  |                          |
| Móczár Elemér | Nyugdíjlexikon | Budapest, Rózsavölgyi és Társa Könyv- és Zeneműkereskedés Bizománya                     | 1913                  |                          |
| szerk. Gerő László, Dr. Bud János, Dr. Czettler Jenő, Szterényi József báró, Dr. Korányi Frigyes báró, Dr. Fodor Ferenc, és Dr. Teleki Pál | Közgazdasági enciklopédia (4 kötet)                                                                                       | Budapest, Athenaeum Irodalmi és Nyomdai Rt.                                             | 1929                  |                          |
| szerk. Schack Béla | Révai Kereskedelmi, Pénzügyi és Ipari Lexikona (4 kötet)                                                                  | Budapest, Révai Testvérek                                                               | 1929–1931             |                          |
| Heller Farkas | Közgazdasági lexikon | Budapest, Grill Károly Könyvkiadóvállalata                                              | 1937                  |                          |
| Kiszely János | Kis közgazdasági enciklopédia                                                                                             | Budapest, Magánkiadás                                                                   | é. n. [1930-as évek]  |                          |
| Major Róbert | A világgazdaság kis enciklopédiája                                                                                        | Budapest, Renaissance Kiadás                                                            | 1941                  |                          |
| Mészárovits Tibor | A könyvvitel és az organizáció kis lexikona                                                                               | Budapest, Renaissance Kiadás                                                            | 1943                  |                          |
| Losonczy Dezső | Demokratikus ipari és kereskedelmi lexikon                                                                                | Budapest, Heltai-kiadás                                                                 | 1946                  |                          |
| szerk. G. A. Kozlov – Sz. P. Pervusina – V. A. Abramov – A. M. Alekszejev                                                                  | Közgazdasági kislexikon                                                                                                   | Budapest, Kossuth Kiadó                                                                 | 1960                  |                          |
| Wilcsek Jenő – Fogaras István – Tiszai István                                                                                              | Vállalatgazdasági lexikon (2 kötet)                                                                                       | Budapest, Közgazdasági és Jogi Könyvkiadó                                               | 1966                  |                          |
| szerk. Földes István | Gazdaságpolitikai kisszótár                                                                                               | Budapest, Kossuth Könyvkiadó                                                            | 1966                  |                          |
| Muraközy Tamás – Varga Lajos – Nagy Lajos                                                                                                  | Közgazdasági ABC mezőgazdáknak                                                                                            | Budapest, Mezőgazdasági Könyvkiadó                                                      | 1967                  |                          |
| szerk. Kozma Ferenc – Mátyás Antal – Morva Tamás – Gyenis János – Pongrácz László                                                          | Közgazdasági kislexikon                                                                                                   | Budapest, Kossuth Kiadó                                                                 | 1968                  |                          |
| szerk. Muraközy Tamás – Zátkai Ferenc | Közgazdasági ABC | Budapest, Mezőgazdasági Könyvkiadó – Közgazdasági és Jogi Könyvkiadó                    | 1973                  |                          |
| Botka Zoltán – Fekete Sándor – Flór Ferencz – Horváth Sándor – Popper László – Rózsa József                                                | Gazdasági fogalmak magyarázata munkahelyi vezetők részére                                                                 | Budapest, Közgazdasági és Jogi Könyvkiadó                                               | 1973                  |                          |
| szerk. Virizlay Gyula – Donáth Béla – Kabos Ernő – Kohári József                                                                           | Szakszervezeti Kislexikon                                                                                                 | Budapest, Táncsics Könyvkiadó                                                           | 1975                  |                          |
| szerk. Berettyán László – Buda István – Nagy László – Rókusfalvy Pál                                                                       | Munkaügyi kislexikon | Budapest, Kossuth Könyvkiadó                                                            | 1976                  |                          |
| szerk. Berényi József – Gyenis János | Gazdaságpolitikai kisszótár                                                                                               | Budapest, Kossuth Könyvkiadó                                                            | 1976                  |                          |
| Varsádi Zsuzsa – Sipos Aladár – Sebestyén Gyuláné                                                                                          | A politikai gazdaságtan kisszótára                                                                                        | Budapest, Kossuth Könyvkiadó                                                            | 1981                  |                          |
| Wiesel Iván – Varsádi Zsuzsa – Sebestyén Gyuláné                                                                                           | Gazdaságpolitikai kisszótár                                                                                               | Budapest, Kossuth Könyvkiadó                                                            | 1983                  |                          |
| szerk. Wiesel Iván – Varsádi Zsuzsa | Világgazdasági kisszótár                                                                                                  | Budapest, Kossuth Könyvkiadó                                                            | 1984                  |                          |
| Dr. Bacskay László – Dr. Dani József – Vékás Gusztáv                                                                                       | Munkahelyi ügyeink lexikona                                                                                               | Budapest, Népszava Lap- és Könyvkiadó                                                   | 1987                  |                          |
| szerk. Bácskai Tamás | Pénzügyi és Kereskedelmi Enciklopédia                                                                                     | Budapest, Novotrade Rt.                                                                 | 1988                  |                          |
| több szerző | Ki kicsoda a magyar szövetkezeti mozgalomban. Életrajzi lexikon a magyar szövetkezeti mozgalom résztvevő személyiségekről | Budapest, Kossuth Kiadó                                                                 | 1989                  |                          |
| szerk. Brüll Mária | Gazdasági-pénzügyi kislexikon                                                                                             | Budapest, Szakmai Továbbképző és Átképző Vállalat                                       | é. n. [1990-es évek?] |                          |
| több szerző | Magyar adólexikon A–Z | Budapest, Novorg                                                                        | 1995                  |                          |
| szerk. Huszár Péter | Gazdasági és pénzügyi kislexikon 1996–1997                                                                                | Budapest, VéHáeS Kft.                                                                   | 1997?                 |                          |
| Lenkei Gábor | 1000 szó a pénzről | Budapest, Kávé Kiadó                                                                    | 1999                  |                          |
| Czékus Mihály | Tőzsdelexikon | Budapest, Szukits Könyvkiadó                                                            | 2004                  |                          |

### Közlekedés
| Szerző                                | Cím                                          | Megjelenési hely, kiadó                          | Megjelenési idő | Elektronikus elérhetőség |
| ------------------------------------- | -------------------------------------------- | ------------------------------------------------ | --------------- | ------------------------ |
| Wührl Jákó                            | Magyar vasúti lexikon                        | Budapest                                         | 1879            |                          |
| Rév Lajos                             | Kézi lexikon vasuti mérnökök számára         | Budapest, Magyar Királyi Államvasutak            | 1911            |                          |
| Morva Rezső                           | Automobilvezetők lexikona                    | Budapest, Révai Testvérek Irodalmi Intézet R. T. | 1918            |                          |
| szerk. Dr. Csécsy József – Vécsey Leó | Autólexikon                                  | Budapest, Frommer József kiadása                 | 1928            |                          |
| Dömök István                          | A vitorlázás alapismeretei. Vitorlás-lexikon | Budapest, Sport Lap- és Könyvkiadó               | 1957            |                          |
| főszerk. Urbán Lajos                  | Vasúti lexikon (2 kötet)                     | Budapest, Műszaki Könyvkiadó                     | 1984–1991       |                          |
| Buna Béla – Emőd István – Deák János  | Autós minilexikon és tíznyelvű szakszótár    | Budapest, Műszaki Könyvkiadó                     | 1985            |                          |
| Székely Tamás                         | Vitorlás kislexikon                          | Budapest, Műszaki Könyvkiadó                     | 1990            |                          |
| szerk. Szabó József                   | Repülési lexikon (2 kötet)                   | Budapest, Akadémiai Kiadó                        | 1991            |                          |
| szerk. Urbán Lajos                    | Vasúti nagylexikon (2 kötet)                 | Budapest, MÁV Rt.                                | 2005            |                          |
| Debreczeni Katalin                    | Vasúti környezetvédelmi lexikon A-tól Z-ig   | Budapest, MÁV Zrt.                               | 2006            |                          |

### Kulturális
| Szerző                            | Cím | Megjelenési hely, kiadó                              | Megjelenési idő | Elektronikus elérhetőség |
| --------------------------------- | --- | ---------------------------------------------------- | --------------- | ------------------------ |
| főszerk. Bíró Vera                | Kulturális intézmények és szervezetek Magyarországon. (Lexikon)                                                                     | Budapest, Kossuth Könyvkiadó                         | 1976            |                          |
| főszerk. Kenyeres Ágnes           | Kulturális kisenciklopédia | Budapest, Kossuth Könyvkiadó                         | 1986            |                          |
| Gy. Horváth László – Turai Hedvig | Japán kulturális lexikon | Budapest, Corvina Kiadó Kft.                         | 1999            |                          |
| Ádám Péter                        | Francia–magyar kulturális szótár | Budapest, Corvina Kiadó Kft.                         | 2005            |                          |
| Sztanó László                     | Olasz-magyar kulturális szótár | Budapest, Corvina                                    | 2008            |                          |
| Soproni András                    | Orosz kulturális szótár | Budapest, Corvina                                    | 2008            |                          |
| szerk. Benő Attila                | Román-magyar kulturális szótár | Anyanyelvápolók Erdélyi Szövetsége, Sepsiszentgyörgy | 2009            |                          |
| szerk. Balogh F. András           | Német-magyar kulturális szótár. Szász, sváb, landler, cipszer és bukovinai német nyelvű kultúra a történelemben és a mindennapokban | Anyanyelvápolók Erdélyi Szövetsége, Sepsiszentgyörgy | 2017            |                          |
| Bart István                       | Amerikai kulturális szótár | Budapest, Corvina                                    | 2017            |                          |
| Bart István                       | Angol kulturális szótár | Budapest, Corvina                                    | 2018            |                          |
| Gy. Horváth László                | Japán kulturális szótár | Budapest, Corvina                                    | 2018            |                          |
| Györffy Miklós                    | Német kulturális szótár | Budapest, Corvina                                    | 2018            |                          |
| Balázsi József Attila             | A több ezer éves kínai kultúra közmondásai, szólásai és jelképei tükrében                                                           | Tinta, Budapest                                      | 2022            |                          |

### Matematika
| Szerző                                         | Cím                              | Megjelenési hely, kiadó                     | Megjelenési idő | Elektronikus elérhetőség |
| ---------------------------------------------- | -------------------------------- | ------------------------------------------- | --------------- | ------------------------ |
| Farkas Miklós – Csébfalvy Károly – Kósa András | Matematikai kislexikon           | Budapest, Műszaki Könyvkiadó                | 1972, 1978      |                          |
| Sain Márton                                    | Matematikatörténeti ABC          | Budapest, Tankönyvkiadó; (2. kiad: Typotex) | 1974, 1993      |                          |
| több szerző                                    | Matematikai kislexikon           | Bukarest, Kriterion Könyvkiadó              | 1983            |                          |
| szerk. Oláh Judit                              | Matematikai zseblexikon          | Budapest, Akadémiai Kiadó–Typotex           | 1992            |                          |
| Dezső Ágnes – Édes Zoltán – Sárkány Péter      | Középiskolai matematikai lexikon | Budapest, Corvina Kiadó                     | 1997            |                          |

### Meteorológia
| Szerző      | Cím                                              | Megjelenési hely, kiadó                    | Megjelenési idő | Elektronikus elérhetőség |
| ----------- | ------------------------------------------------ | ------------------------------------------ | --------------- | ------------------------ |
| Simon Antal | Magyarországi meteorológusok életrajzi lexikonja | Budapest, Országos Meteorológiai Szolgálat | 2004            |                          |

### Mezőgazdaság, kertészet
| Szerző                                                                          | Cím                                                                                               | Megjelenési hely, kiadó                                                                                        | Megjelenési idő | Elektronikus elérhetőség |
| ------------------------------------------------------------------------------- | ------------------------------------------------------------------------------------------------- | --- | --------------- | ------------------------ |
| Bezerédi Adorján és Szilassy Zoltán                                             | Mezőgazdasági lexikon (2 kötet)                                                                   | Budapest, Légrády Testvérek 2., teljesen átdolgozott kiadás: 1920 (Budapest, Grill Károly Könyvkiadóvállalata) | 1905–1906       |                          |
| (szerk.) Mille Géza                                                             | Gyakorlati gazdalexikon (2 kötet)                                                                 | Budapest, Sylvester-Nyomda                                                                                     | 1927            |                          |
| (szerk.) Gratz Ottó                                                             | Tejgazdasági lexikon                                                                              | Budapest | 1940            |                          |
| (szerk.) Bakos Zsuzsa, Ákos László, Barna József, Horváth Sándor, Kállay Kornél | Mezőgazdasági lexikon (2 kötet)                                                                   | Budapest, Mezőgazdasági Könyvkiadó                                                                             | 1958            |                          |
| szerk. Muraközy Tamás                                                           | Kertészeti lexikon                                                                                | Budapest, Mezőgazdasági Kiadó                                                                                  | 1963            | Tuja.hu                  |
| szerk. Ákos László                                                              | Erdészeti – vadászati – faipari lexikon                                                           | Budapest, Mezőgazdasági Kiadó                                                                                  | 1964            |                          |
| Horn Artúr                                                                      | Állattenyésztési lexikon                                                                          | | 1976            |                          |
| Szűcs Lajos                                                                     | A növénykedvelő kislexikona                                                                       | Budapest, Gondolat Kiadó                                                                                       | 1977            |                          |
| szerk. Barna József–Lencsepeti Jenő–Sárközy Péter–Zsombokos Gyula               | Mezőgazdasági lexikon (2 kötet)                                                                   | Budapest, Mezőgazdasági Kiadó                                                                                  | 1982            |                          |
| szerk. Burján Ambrus – Fébó László                                              | Agrárökonómiai kislexikon                                                                         | Budapest, Mezőgazdasági Kiadó                                                                                  | 1985            |                          |
| n. a.                                                                           | Tonnások klubja. 8 tonna vagy annál nagyobb kukorica-termésátlagot elért IKR-taggazdaságok klubja | Bábolna, Bábolnai Mezőgazdasági Kombinát kiadása                                                               | 1987            |                          |
| szerk.: Für Lajos – Pintér János                                                | Magyar agrártörténeti életrajzok (3 kötet)                                                        | Budapest, Magyar Mezőgazdasági Múzeum                                                                          | 1987–1989       |                          |
| szerk. Gallyas Csaba – Sárossy Istvánné                                         | Mezőgazdasági kislexikon                                                                          | Budapest, Mezőgazdasági Kiadó                                                                                  | 1989            |                          |
| szerk. Balogh Margit                                                            | Ki kicsoda a magyar mezőgazdaságban? (2 kötet)                                                    | Szekszárd, Babits Kiadó                                                                                        | 1997            |                          |
| Motesiky Árpád                                                                  | Felvidéki vadászok életrajzi lexikona                                                             | Komárno (Komárom), KT Lap- és Könyvkiadó                                                                       | 2001            |                          |
| Nico Vermeulen                                                                  | Szobanövények enciklopédiája                                                                      | Budapest, Gabo Könyvkiadó                                                                                      | 2002            |                          |
| Herman Hackstein – Wota Wehmeyer                                                | Vízi kertek lexikona. Szép tervek és szakszerű beültetés                                          | Budapest, M-Érték Kiadó Kft.                                                                                   | 2007            |                          |
| Herman Hackstein – Wota Wehmeyer                                                | Sziklakertek lexikona. A sikeres építés és növénytelepítés útmutatója                             | Budapest, M-Érték Kiadó Kft.                                                                                   | 2007            |                          |
| Andrea Rausch                                                                   | Évelő növények kislexikona. Eredet, élőhely, ültetés, gondozás                                    | Budapest, M-Érték Kiadó Kft.                                                                                   | 2007            |                          |
| Wota Wehmeyer – Hermann Hackstein                                               | Balkon- és terasznövények lexikona. Edénykertek stílusosan                                        | Budapest, M-Érték Kiadó Kft.                                                                                   | 2008            |                          |
| Ábel Győző                                                                      | Kaktuszok kislexikona. A legismertebb kaktuszfajok bemutatása, gondozása és szaporítása           | Budapest, Vagabund Kiadó                                                                                       | 2009            |                          |

### Muzeológia
| Szerző                                            | Cím                                         | Megjelenési hely, kiadó                                   | Megjelenési idő | Elektronikus elérhetőség                          |
| ------------------------------------------------- | ------------------------------------------- | --------------------------------------------------------- | --------------- | ------------------------------------------------- |
| szerk. Élesztős László – Viga Gyula – Bodó Sándor | Magyar múzeumi arcképcsarnok                | Budapest, Pulszky Társaság–Tarsoly Kiadó                  | 2002            | A II. 2022-ben jelent meg, de csak elektronikusan |
| szerk. Bodrits István–Zombori István              | Magyar történész-muzeológus ki kicsoda 2010 | Budapest–Szeged, Magyar Nemzeti Múzeum–Móra Ferenc Múzeum | 2010            |                                                   |

### Műalkotások, irodalmi művek
| Szerző                            | Cím                                                                             | Megjelenési hely, kiadó                                          | Megjelenési idő | Elektronikus elérhetőség |
| --------------------------------- | ------------------------------------------------------------------------------- | ---------------------------------------------------------------- | --------------- | ------------------------ |
| Tótfalusi István                  | Irodalmi alakok lexikona                                                        | Budapest, Móra Ferenc Ifjúsági Könyvkiadó (2. kiad.: Anno Kiadó) | 1992, 1998      |                          |
| Tótfalusi István                  | Ki kicsoda Shakespeare világában                                                | Budapest, Móra Könyvkiadó                                        | 1994            |                          |
| Széplaki György                   | Ki? Mi? Hol? Magyar elbeszélő és drámai művek lexikona a középiskolások számára | Budapest, Corvina                                                | 2000            |                          |
| Robert Foster                     | Tolkien enciklopédia A-tól Z-ig                                                 | Szeged, Szukits                                                  | 2002            |                          |
| Hadnagy Róbert – Molnár Gabriella | Agatha Christie krimikalauz, avagy Gyilkosságok ABC-ben                         | Budapest, Európa Kiadó                                           | 2004, 2011      |                          |
| több szerző                       | Művek lexikona (3 kötet)                                                        | Budapest, Magyar Nagylexikon kiadása                             | 2008            |                          |

### Művelődéstörténet
| Szerző                                     | Cím                                                      | Megjelenési hely, kiadó            | Megjelenési idő                                | Elektronikus elérhetőség |
| ------------------------------------------ | -------------------------------------------------------- | ---------------------------------- | ---------------------------------------------- | ------------------------ |
| Kállay István – Zsámbéki László            | Magyar művelődéstörténeti kislexikon                     | Budapest, Könyvértékesítő Vállalat | 1986                                           |                          |
| szerk. Adamik Lajos – Zirkuli Péter        | Jelképtár                                                | Budapest, Helikon Kiadó            | 1990, 1994, 1995, 1996, 1997, 2000, 2004, 2010 |                          |
| Schalk Gyula                               | Naptártörténeti kislexikon. Naptártörténet és kronológia | Budapest, Fiesta―Saxum             | 1999                                           |                          |
| Kicsi Sándor András – Magyar László András | Hetes lexikon                                            | Budapest, Enciklopédia Kiadó       | 2002                                           |                          |
| főszerk.: Kőszeghy Péter                   | Magyar művelődéstörténeti lexikon (13 kötet + 1 mutatók) | Budapest, Balassi Kiadó            | 2003–2014                                      | MTA                      |
| Bethsabée Blumel – Michel Guillemot        | Szimbólumok lexikon                                      | Saxum                              | 2009                                           |                          |

### Néprajz
| Szerző      | Cím                               | Megjelenési hely, kiadó   | Megjelenési idő | Elektronikus elérhetőség |
| ----------- | --------------------------------- | ------------------------- | --------------- | ------------------------ |
| több szerző | Magyar néprajzi lexikon (5 kötet) | Budapest, Akadémiai Kiadó | 1982            | MEK                      |

### Numizmatika
| Szerző      | Cím                             | Megjelenési hely, kiadó                                                             | Megjelenési idő | Elektronikus elérhetőség |
| ----------- | ------------------------------- | ----------------------------------------------------------------------------------- | --------------- | ------------------------ |
| Soós Ferenc | Magyar numizmatikusok panteonja | Budapest, Argumentum – Magyar Éremgyűjtők Egyesülete – Magyar Numizmatikai Társulat | 2010            |                          |

### Nyelvészet (Speciális nyelvészeti lexikonnak számítanak a betűrendes szótárak. Ezek felsorolására nagy számuk miatt itt nem nyílik lehetőség)
| Szerző                                         | Cím                         | Megjelenési hely, kiadó          | Megjelenési idő | Elektronikus elérhetőség |
| ---------------------------------------------- | --------------------------- | -------------------------------- | --------------- | ------------------------ |
| Tótfalusi István                               | Nyelvi vademecum            | Budapest, Móra Ferenc Könyvkiadó | 1994            |                          |
| Bárdosi Vilmos – Karakai Imre                  | A francia nyelv lexikona    | Budapest, Corvina Könyvkiadó     | 1996            |                          |
| Kovács János – Lázár A. Péter – Marion Merrick | A–Z angol nyelvtan. Lexikon | Budapest, Corvina Könyvkiadó     | 2002            |                          |

### Orvostudomány
| Szerző                           | Cím                                                                                   | Megjelenési hely, kiadó                                                                                | Megjelenési idő        | Elektronikus elérhetőség |
| -------------------------------- | ------------------------------------------------------------------------------------- | --- | ---------------------- | ------------------------ |
| Ziffer Károly                    | Népszerű orvosi tanácsadó vagy házi lexikon az egészséges és beteg emberről (2 kötet) | Budapest, Mehner Vilmos kiadása                                                                        | 1881                   |                          |
| Kazay Endre                      | Gyógyszerészi lexikon (4 kötet)                                                       | Nagybánya, Molnár Mihály kiadása                                                                       | 1900                   |                          |
| Vincze Jenő                      | Betegségek és gyógyításuk. Egészségügyi kislexikon                                    | Budapest, Élet és Egészség Kiadás                                                                      | é. n. [1940-es évek?]  |                          |
| szerk. Kovács György             | Orvos a családban (5 kötet)                                                           | Budapest, Tolnai Nyomdai Műintézet és Kiadóvállalat Részvénytársaság                                   | é. n. [1937?]          |                          |
| nincs feltüntetve                | Az egészség lexikona                                                                  | h. n., k. n.                                                                                           | é. n. [1940-es évek?]  |                          |
| Réti Endre                       | Nagy magyar orvosok                                                                   | Budapest                                                                                               | 1959                   |                          |
| szerk. Jellinek Harry            | Egészségügyi ABC                                                                      | Budapest, Medicina Könyvkiadó                                                                          | 1967, 1970, 1974, 1985 |                          |
| főszerk. Hollán Zsuzsa           | Orvosi lexikon (4 kötet)                                                              | Budapest, Akadémiai Kiadó                                                                              | 1967–1973              |                          |
| több szerző                      | Új egészségügyi ABC                                                                   | Budapest, Medicina Kiadó                                                                               | 1990                   |                          |
| Fekete János                     | Alkohológiai kislexikon                                                               | H. n., Országos Alkohológiai Intézet – Nemzeti Egészségvédelmi Intézet – Alkoholizmus Elleni Bizottság | é. n. [1990-es évek]   |                          |
| Ernst Meyer-Carnberg             | Természetgyógyászati kislexikon                                                       | Budapest, Tulipán Kiadó                                                                                | é. n. [1990-es évek]   |                          |
| Roberta Altman – Michael J. Sarg | A rákbetegségek lexikona                                                              | Budapest, Corvina Kiadó                                                                                | 1996                   |                          |
| (szerk.) Urr Géza                | Természetgyógyászati kislexikon                                                       | Nyíregyháza, Black & White Kiadó                                                                       | 2001                   |                          |
| Gergely András                   | Jeles magyar zsidó orvosok lexikona                                                   | Budapest, Makkabi Kiadó Kft.                                                                           | 2001                   |                          |
| Kapronczay Károly                | Magyar orvoséletrajzi lexikon                                                         | Budapest, Mundus Kiadó                                                                                 | 2004                   |                          |
| Dr. Stephen Amiel                | Orvosi lexikon a családnak (2 kötet)                                                  | Budapest, Excalibur Könyvkiadó                                                                         | 2004                   |                          |
| Anne Iburg                       | Természetes gyógyszerek kis lexikona                                                  | Budapest, Mérték Kiadó Kft.                                                                            | 2005                   |                          |
| Werner Bartens                   | Orvosi tévhitek lexikona                                                              | Budapest, Partvonal Könyvkiadó                                                                         | 2006                   |                          |
| Biczó Zalán                      | Győri Orvoséletrajzi Lexikon I. kötet. A kezdetektől 1945-ig                          | Győr, ?                                                                                                | 2006                   |                          |
| Opál Sándor                      | Természetes gyógymódok lexikona                                                       | Opál Bt.                                                                                               | 2007                   |                          |
| ifj. dr. Horváth László          | Kutyabetegségek lexikona                                                              | Budapest, Arión Kiadó                                                                                  | 2009                   |                          |
|                                  | Új Egészségügyi Lexikon                                                               | Pécs, Alexandra Kiadó                                                                                  | é. n. [2000-es évek]   |                          |
| Nagy Zoltán                      | A felvidéki fürdők lexikona                                                           | Budapest, Nap Kiadó                                                                                    | 2018                   |                          |

### Pedagógia
| Szerző                                                         | Cím | Megjelenési hely, kiadó                                            | Megjelenési idő       | Elektronikus elérhetőség |
| -------------------------------------------------------------- | --- | ------------------------------------------------------------------ | --------------------- | ------------------------ |
| szerk. Verédy Károly                                           | Paedagogiai encyclopaedia | Budapest, Athenaeum Irodalmi és Nyomdai Rt.                        | 1886                  |                          |
| szerk. Novák Gyula – Szabó Károly                              | Az írás-olvasási módszerek lexikona (az 1. kötetnél félbemaradt) | Veszprém, Pósa E. kiadása                                          | 1911                  |                          |
| szerk. Kőrösi Henrik                                           | Az elemi népoktatás enciklopédiája (3 kötet) | Budapest, Franklin Irodalmi és Nyomdai Rt.                         | 1911–1915             |                          |
| Baumgartner Alajos                                             | A budapesti I. kerületi M. Kir. Állami Verbőczy István Reálgimnázium (Főgimn.) összes tanárainak és irodalmi vagy művészeti tevékenységet kifejtő végzett növendékeinek lexikona | Budapest, A Budai Könyvnyomda Kiadása                              | 1927                  |                          |
| szerk.: Bene Lajos                                             | Magyar tanítók lexikona | Budapest, Magánkiadás                                              | é. n. [1930-as évek?] |                          |
| szerk.: Fináczy Ernő – Kornis Gyula – Kemény Ferenc            | Magyar pedagógiai lexikon (2 kötet) | Budapest, Révai Testvérek Irodalmi Intézet Rt.                     | 1934                  |                          |
| főszerk. Nagy Sándor                                           | Pedagógiai lexikon (4 kötet) | Budapest, Akadémiai Kiadó                                          | 1976–1979             |                          |
| dr. Ádám Sándor                                                | Oktatástechnikai kislexikon | Budapest, Ifjúsági Lapkiadó Vállalat                               | 1983                  |                          |
| szerk. Hargitai György                                         | Felnőttoktatási kislexikon | Budapest, Kossuth Könyvkiadó                                       | 1987                  |                          |
| főszerk.: Báthory Zoltán – Falus Iván                          | Pedagógiai lexikon (3+1 kötet) | Budapest, Keraban Könyvkiadó                                       | 1997                  |                          |
| Báthory Zoltán – Falus Iván                                    | Pedagógiai ki kicsoda 1997 | Budapest, Keraban Könyvkiadó                                       | 1997                  |                          |
| szerk. Mezei Zsolt – Tungli Gyula – Mészárosné Stenger Katalin | Pápai pedagógus lexikon | Pápa, Pápai Művelődéstörténeti Társaság                            | 1997                  |                          |
| szerk. Mesterházi Zsuzsa                                       | Gyógypedagógiai lexikon | Budapest, ELTE Bárczy Gusztáv Gyógypedagógiai Főiskolai Kar        | 2001                  |                          |
| több szerző                                                    | Pedagógus arcképcsarnok (2022-ig 20 kötet) | Budapest, Karácsony Sándor Pedagógiai Egyesület                    | 2002–                 | kspe.hu                  |
| több szerző                                                    | Felnőttoktatási és -képzési lexikon A–Z | Budapest, Magyar Pedagógiai Társaság–OKI Kiadó–Szaktudás Kiadó Ház | 2002                  |                          |
| Csáky Károly                                                   | Híres selmecbányai tanárok | Dunaszerdahely, Lilium Aurum                                       | 2003                  | MEK                      |
| Körmendi Géza                                                  | A tatai gimnázium névtára 1765-2007 | Budapest, Argumentum Kiadó                                         | 2007                  |                          |
| (szerk.) Radosiczky Imre                                       | Ki kicsoda a magyar a magyar oktatásban. Felsőoktatás, felnőttképzés, szakképzés és nyelviskolák (3 kötet)                                                                       | Budapest, DFT-Hungária Kft.                                        | 2007                  |                          |

### Politológia
| Szerző                                                                    | Cím                                                                                         | Megjelenési hely, kiadó                             | Megjelenési idő                                                  | Elektronikus elérhetőség |
| ------------------------------------------------------------------------- | ------------------------------------------------------------------------------------------- | --------------------------------------------------- | ---------------------------------------------------------------- | ------------------------ |
| Vikár Béla – Zboray Miklós – Bethlen Oszkár – Csuday Jenő – Földes Arthur | Politikai és parlamenti lexikon (a Politikai Magyarország című sorozat IV. kötetében)       | Budapest, Anonymus Történelmi Könyvkiadó Vállalat   | 1914                                                             |                          |
| Vidor Gyula                                                               | Nemzetgyülési almanach 1920–1922. A Nemzetgyűlés tagjainak életrajzi adatai                 | Budapest, Magyar Lap- és Könyvkiadó Rt.             | 1922                                                             | Hungaricana              |
| T. Boros László                                                           | Magyar Politikai Lexikon (1914–1929) – Politikai Magyarország                               | Budapest, Magyar Politikai Lexikon Kiadóvállalat    | é. n. [1929]                                                     | Arcanum                  |
| T. Boros László                                                           | Magyar Politikai Lexikon (1929–1935) – Politikai Magyarország                               | Budapest, Magyar Politikai Lexikon Kiadóvállalat    | é. n. [1935]                                                     | Arcanum                  |
| szerk. Erdős Ferenc, Burget Lajos                                         | Politikai kislexikon                                                                        | Budapest, Ifjúsági Lapkiadó Vállalat                | 1966                                                             |                          |
| szerk. Fencsik László                                                     | Politikai Kisszótár                                                                         | Budapest, Kossuth Könyvkiadó                        | 1971, bőv. 1974, bőv. 1976, átd. és bőv. 1980, átd. és bőv. 1986 |                          |
| Bassa Endre–Kukk Györgyné                                                 | Pártépítési kisszótár                                                                       | Budapest, Kossuth Könyvkiadó                        | 1973                                                             |                          |
|                                                                           | A Politikai Vitakör Kislexikona                                                             | Budapest, MSZMP KB Agitációs és Propaganda Osztálya | 1974                                                             |                          |
| szerk. Kardos József – Simándi Irén                                       | Európai politikai rendszerek                                                                | Budapest, Osiris Kiadó Kft.                         | 1990                                                             |                          |
| Borbándi Gyula                                                            | Magyar politikai pályaképek 1938–1948                                                       | Budapest, Európa Kiadó                              | 1997                                                             |                          |
| szerk. Kasza Sándor – Licskó György                                       | Polgármesterek Magyarországon 1990–2002 között. A települések vezetőinek életrajzi adattára | Budapest, CEBA Kiadó                                | 2001                                                             |                          |
| szerk. Tóth Magdolna                                                      | A Magyar Országgyűlés elnökei 1848–2002                                                     | Budapest, Argumentum Kiadó                          | 2002                                                             |                          |
| szerk. Stemler Gyula                                                      | Magyar miniszterelnökök 1848–2002                                                           | Budapest, Kossuth Kiadó                             | 2003                                                             |                          |
| több szerző                                                               | Polgári jogi fogalomtár                                                                     | Budapest, HVG-Orac Kft.                             | 2004                                                             |                          |
| szerk. Horváth Jenő                                                       | Világpolitikai lexikon (1945–2005)                                                          | Budapest, Osiris Kiadó Kft.                         | 2005                                                             |                          |
| Horváth Zoltán – Tar Gábor                                                | Nemzetközi szervezetek kislexikona                                                          | Budapest, HvgOrac Lap- és Könyvkiadó Kft.           | 2006                                                             |                          |
| Pomogyi László                                                            | Magyar alkotmány- és jogtörténeti kéziszótár                                                | Budapest, M-érték Kiadó                             | 2008                                                             |                          |
| Szentmihályi Szabó Péter                                                  | Polgári politikai lexikon                                                                   | Budapest, Kairosz Kiadó                             | 2008                                                             |                          |
| Vida István                                                               | Magyarországi politikai pártok lexikona 1846–2010                                           | Budapest, Gondolat Kiadói Kör                       | 2011                                                             |                          |
| szerk. Pásztor Péter                                                      | Magyar politikai enciklopédia                                                               | Budapest, Mathias Corvinus Collegium                | 2019, 2020                                                       |                          |

### Pszichológia, szexológia
| Szerző                                                | Cím | Megjelenési hely, kiadó                               | Megjelenési idő  | Elektronikus elérhetőség |
| ----------------------------------------------------- | --- | ----------------------------------------------------- | ---------------- | ------------------------ |
| szerk. Majzik Lászlóné                                | Szülők kislexikona | Budapest, Kossuth Könyvkiadó                          | 1966             |                          |
| P. G. Hesse – K. Dietz                                | Szexológia | Budapest, Gondolat Könyvkiadó                         | 1975             |                          |
| több szerző                                           | Pszichológiai lexikon                                                                                                  | Budapest, Helikon Kiadó                               | 1987             |                          |
| szerk. Popper Péter                                   | Lexikon a szerelemről                                                                                                  | H. n., Kossuth Könyvkiadó–Magyar Nők Országos Tanácsa | 1987             |                          |
| több szerző                                           | Pszichológiai lexikon                                                                                                  | Budapest, Corvina Könyvkiadó                          | 1997             |                          |
|                                                       | Carl Gustav Jung alapfogalmainak lexikona (3 kötet)                                                                    | Budapest, Kossuth Kiadó                               | 1997–1998        |                          |
| Matthias Blanz – Alexander Heinrich – Patricia Lorenz | Pszichológiai lexikon                                                                                                  | Budapest, Magyar Könyvklub                            | 2002             |                          |
| Jacques Martel                                        | Lelki eredetű betegségek lexikona                                                                                      | Budapest, Partvonal Kiadó                             | 2007, 2009, 2010 |                          |
|                                                       | Családlexikon. A családdal és az élettel kapcsolatos vitatott fogalmakról és etikai kérdésekről A Család Pápai Tanácsa | Budapest, Szent István Társulat                       | 2012             |                          |
| Pléh Csaba – Boross Ottilia                           | Pszichológiai lexikon                                                                                                  | Budapest, Akadémiai Kiadó                             | 2013             |                          |

### Sport
| Szerző                             | Cím | Megjelenési hely, kiadó                                  | Megjelenési idő | Elektronikus elérhetőség |
| ---------------------------------- | --- | -------------------------------------------------------- | --------------- | ------------------------ |
| Zsingor Mihály                     | Torna lexikon | Budapest, A Magyarországi Tornaegyletek Szövetsége       | 1896            |                          |
| szerk. Csánk Endre                 | Kis sportlexikon | Budapest, Rózsavölgyi és Társa                           | é. n. [1935]    | MEK                      |
| szerk. Kőszegi Imre                | Vizipólólexikon (2 kötet) | Budapest, Athenaeum Irodalmi és Nyomdai Részvénytársulat | 1935            |                          |
| Földessy János                     | Olimpiai kis lexikon | Budapest, Sport Lap- és Könyvkiadó                       | 1960            |                          |
| főszerk. Nádori László             | Sportlexikon (2 kötet) | Budapest, Sport                                          | 1985–1986       |                          |
| Vándor Kálmán                      | Futball lexikon | Budapest, HungariaSport Reklám és Marketing Vállalat     | 1990            |                          |
| Otto Borik                         | Sakklexikon | Budapest, Corvina Kiadó                                  | 1994            |                          |
| Kozák Péter                        | Ki kicsoda a magyar sportéletben? (3 kötet)                                                                                                | Szeged, Babits Kiadó                                     | 1995            |                          |
| Werner Lind                        | Nagy harcművészeti lexikon. Kína, Japán, Okinava, Korea, Vietnám, Thaiföld, Burma, Indonézia, India, Mongólia, Fülöp-szigetek, Tajvan stb. | Libruna, Budapest                                        | 2004            |                          |
| Árvay Sándor                       | Magyar teniszlexikon | H. n., RedaktorSport                                     | 2009            |                          |
| szerk Molnár Zoltán – Lovas Dániel | Magyar sakklexikon | Kecskemét, Panton Bt.                                    | 2009            |                          |
| Hetyei László                      | Alberttől Zsengellérig. A magyar labdarúgó-bajnokságok gólkirályai                                                                         | Budapest, Aposztróf Kiadó                                | 2010            |                          |
| Áros Károly                        | Erdélyi magyar sportolók az olimpiákon | Szentendre, Szabó Károly Kiadása                         | 2012            |                          |
| Rózsaligeti László                 | Magyar olimpiai aranyérmesek lexikona | Budapest, Corvina Kiadó                                  | 2012            |                          |
| Rózsaligeti László                 | Magyar olimpiai lexikon; 5. bőv., jav. kiad.                                                                                               | Budapest, Corvina Kiadó                                  | 2016            |                          |

### Statisztika
| Szerző               | Cím                                                           | Megjelenési hely, kiadó                          | Megjelenési idő | Elektronikus elérhetőség |
| -------------------- | ------------------------------------------------------------- | ------------------------------------------------ | --------------- | ------------------------ |
| főszerk. Rózsa Dávid | Portrék a magyar statisztika és népességtudomány történetéből | Budapest, Központi Statisztikai Hivatal Könyvtár | 2014            |                          |

### Stilisztika
| Szerző           | Cím                                                                                         | Megjelenési hely, kiadó    | Megjelenési idő | Elektronikus elérhetőség |
| ---------------- | ------------------------------------------------------------------------------------------- | -------------------------- | --------------- | ------------------------ |
| Szathmári István | Stilisztikai lexikon. Stilisztikai fogalmak magyarázata szépirodalmi példákkal szemléltetve | Budapest, Tinta Könyvkiadó | 2004            |                          |
| Szathmári István | Alakzatlexikon. A retorikai és stilisztikai alakzatok kézikönyve                            | Budapest, Tinta Könyvkiadó | 2008            |                          |
| Szathmári István | Stíluseszközök és alakzatok kislexikona                                                     | Budapest, Tinta Könyvkiadó | 2010            |                          |

### Számítástechnika
| Szerző                                  | Cím                                                                  | Megjelenési hely, kiadó        | Megjelenési idő      | Elektronikus elérhetőség |
| --------------------------------------- | -------------------------------------------------------------------- | ------------------------------ | -------------------- | ------------------------ |
| szerk. P. Müller – G. Löbel – H. Schmid | Számítástechnikai kislexikon                                         | Budapest, Műszaki Könyvkiadó   | 1973                 |                          |
| Jodál Endre                             | Számítástechnikai kislexikon                                         | Bukarest, Kriterion Könyvkiadó | 1990                 |                          |
| Hegedűs András                          | Számítástechnikai kislexikon                                         | Budapest, OTP Bank             | é. n. [1990-es évek] |                          |
| Ádám Sándor                             | Népszerű számítástechnikai kislexikon                                | Budapest, Magánkiadás          | é. n. [1990-es évek] |                          |
| Horváth László – Pirkó József           | Windows – Számítástechnikai kislexikon                               | Budapest, Kossuth Kiadó        | 1997                 |                          |
| Fekete Gábor                            | Számítástechnikai kislexikon                                         | Budapest, Aquila Könyvkiadó    | 2007                 |                          |
| Bódi Zoltán                             | Infoszótár. Informatikai fogalmak eredete, magyarázata és használata | Budapest, Tinta Könyvkiadó     | 2011                 |                          |

### Színművészet
| szerk. Incze Henrik               | Magyar színészeti lexikon (A II. kötettől Magyar Zenészeti Lexikon címen) | Budapest, Incze Henrik kiadása                         | 1908–1910             |               |                                                                                  |                                                 |      |  |
| Némedy Gyula                      | A színháztudomány kis lexikona                                            | Szeged, Leopold nyomda kiadása                         | 1911                  |               |                                                                                  |                                                 |      |  |
| Incze Henrik                      | Magyar Színészeti Almanach és színészeti lexikon                          | Budapest, Szerzői Kiadás                               | 1911                  |               |                                                                                  |                                                 |      |  |
| szerk. Schöpflin Aladár           | Magyar színművészeti lexikon (4 kötet)                                    | Budapest, Országos Színészegyesület és Nyugdíjintézete | 1929–1931             | MEK           |                                                                                  |                                                 |      |  |
| több szerző                       | Színészeti lexikon (2 kötet)                                              | Budapest, Győző Andor Kiadása                          | 1930                  |               |                                                                                  |                                                 |      |  |
| Harsányi Zsolt – Kürthy György    | Színházi kis lexikon                                                      | Budapest, Légrády Testvérek R.-T.                      | é. n. [1930-as évek?] |               |                                                                                  |                                                 |      |  |
| főszerk. Hont Ferenc – Staud Géza | Színházi kislexikon                                                       | Budapest, Gondolat Kiadó                               | 1969                  |               |                                                                                  |                                                 |      |  |
| szerk. B. Fábri Magda             | Kortárs magyar színészlexikon                                             | Budapest, Magazin Kiadó                                | 1991                  |               |                                                                                  |                                                 |      |  |
| több szerző                       | Magyar színházművészeti lexikon                                           | Budapest, Akadémiai Kiadó                              | 1994                  | MEK           |                                                                                  |                                                 |      |  |
| Enyedi Sándor                     | Rivalda nélkül                                                            | Budapest, Teleki László Alapítvány                     | 1999                  |               |                                                                                  |                                                 |      |  |
| szerk. B. Fábri Magda             | Új Kortárs Magyar Színészlexikon                                          | Budapest, Magazin Holding                              | 1999, utánnyomás 2000 | Enyedi Sándor | Színészek, színházak, városok. A határon túli magyar színházművészet kislexikona | Budapest–Kolozsvár, Balassi Kiadó – Polis Kiadó | 2005 |  |
| Gyergyel Antal                    | Ki Kicsoda – Színészek                                                    | Budapest, Anno Kiadó                                   | é. n. [2007]          |               |                                                                                  |                                                 |      |  |
| Kötő József                       | Közhasznú esmeretek tára. Színjátszó személyek Erdélyben (1919–1940)      | Kolozsvár, Polis Kiadó                                 | 2009                  |               |                                                                                  |                                                 |      |  |
| Bényei József                     | Debreceni színházművészek 1978–2000                                       | Debrecen, Tóth Könyvkereskedés és Kiadó Kft.           | é. n. [2012]          |               |                                                                                  |                                                 |      |  |

### Szociológia
| Szerző                                       | Cím                  | Megjelenési hely, kiadó      | Megjelenési idő | Elektronikus elérhetőség |
| -------------------------------------------- | -------------------- | ---------------------------- | --------------- | ------------------------ |
| szerk. Madzsar József                        | Társadalmi lexikon   | Budapest, Népszava           | 1928            |                          |
| André Akoun – Pierre Ansart – Bertrand Badie | Szociológiai lexikon | Budapest, Corvina Könyvkiadó | 1999            |                          |

### Szónoklattan
| Szerző              | Cím               | Megjelenési hely, kiadó                    | Megjelenési idő | Elektronikus elérhetőség |
| ------------------- | ----------------- | ------------------------------------------ | --------------- | ------------------------ |
| szerk. Adamik Tamás | Retorikai lexikon | Pozsony, Kalligram Könyv- és Lapkiadó Kft. | 2010            |                          |

### Táncművészet
| Szerző                    | Cím                          | Megjelenési hely, kiadó                                  | Megjelenési idő | Elektronikus elérhetőség |
| ------------------------- | ---------------------------- | -------------------------------------------------------- | --------------- | ------------------------ |
| Salgó Gyula – Lugosi Döme | Opera és balett zseblexikon  | Szeged, Bartos-Nyomda                                    | 1933            |                          |
| Horst Koegler             | Balettlexikon                | Budapest, Editio Musica Budapest Zeneműkiadó             | 1977            |                          |
| „válogatta”: Pálfy Gyula  | Néptánc kislexikon           | Budapest, Planétás Kiadó                                 | 1997            |                          |
| szerk. Dienes Gedeon      | Magyar táncművészeti lexikon | Budapest, Planétás Kiadó – Magyar Tánctudományi Társaság | 2008            |                          |
| szerk. Martha Bremser     | Ötven kortárs koreográfus    | H. n., L’Harmattan                                       | 2009            |                          |

### Természettudományok, mérnöki, műszaki tudományok általában
| Szerző                                               | Cím                                                                          | Megjelenési hely, kiadó                                            | Megjelenési idő       | Elektronikus elérhetőség |
| ---------------------------------------------------- | ---------------------------------------------------------------------------- | ------------------------------------------------------------------ | --------------------- | ------------------------ |
| szerk. Wühr Jákó                                     | Vasuti lexikon (6 kötet)                                                     | Budapest, Rautmann F. kiadása                                      | 1879                  |                          |
| szerk. Rév L.                                        | Kézi lexikon vasúti mérnökök számára                                         | Szeged, ?                                                          | 1911                  |                          |
| szerk. Morvai Rezső                                  | Automobilvezetők lexikona                                                    | Budapest, Révai Rt.                                                | 1912                  |                          |
| szerk. Lósy-Schmidt Ede – Barát Béla                 | Technikai lexikon                                                            | Budapest, Győző Andor kiadása                                      | 1928                  |                          |
| több szerző                                          | Természettudományi lexikon                                                   | Budapest, Királyi Magyar Természettudományi Társulat               | 1934                  |                          |
| szerk. Tiszay Andor – Falk Géza                      | Rádióhallgatók lexikona (2 kötet)                                            | Budapest, Vajda-Wichmann kiadás                                    | 1944                  |                          |
| szerk. Tarján Ferenc – Braun Pál                     | Új találmányok és felfedezések lexikona                                      | Budapest, Fővárosi Könyvkiadó                                      | 1947                  |                          |
| szerk. Jánossy Lajos – Erdey-Grúz Tibor – Ernst Jenő | Atommaglexikon                                                               | Budapest, Akadémiai Kiadó                                          | 1963                  |                          |
| szerk. Füvesi Gyula                                  | Televízió kislexikon                                                         | Budapest, MHS Rákóczi Lapkiadó                                     | 1964                  |                          |
| főszerk. Erdey-Grúz Tibor                            | Természettudományi lexikon (7 kötet)                                         | Budapest, Akadémiai Kiadó                                          | 1964–1976             |                          |
| főszerk. Polinszky Károly                            | Műszaki lexikon (4 kötet)                                                    | Budapest, Akadémiai Kiadó                                          | 1970–1978             |                          |
| szerk. Hir Alajos, Oravecz Béla                      | Építőipari kislexikon                                                        | Budapest, Műszaki Könyvkiadó                                       | 1971                  |                          |
| Bíró Gábor – Borbély Samuné – Dux Erik               | Természettudományi kislexikon (3. kiad. 2 kötet)                             | Budapest, Akadémiai Kiadó                                          | 1971, 1976, bőv. 1989 |                          |
| Fodor György                                         | Mértékegység kislexikon                                                      | Budapest, Műszaki Könyvkiadó                                       | 1971                  |                          |
| főszerk. Helm László                                 | Méréstechnikai kislexikon                                                    | Budapest, Műszaki Könyvkiadó                                       | 1976                  |                          |
| szerk. Urbán Lajos                                   | Vasúti Lexikon                                                               | Budapest, Műszaki Könyvkiadó                                       | 1984                  |                          |
| szerk. Szluka Emil – Schneider László                | Természettudományos és műszaki ki kicsoda? (2 kötet)                         | Budapest, Országos Műszaki Információs Központ és Könyvtár Kiadása | 1986–1988             |                          |
| szerk. Solt Sándor                                   | Ki mit gyárt, kutat, tervez, szerel, szolgáltat, termelőfogyasztás (2 kötet) | Budapest, Műszaki Könyvkiadó                                       | 1988                  |                          |
| szerk. Nagy Ferenc                                   | Magyarok a természettudomány és a technika történetében                      | Budapest, Orsz. Műszaki Információs Központ és Könyvtár            | 1992                  |                          |
| Fodor György                                         | Mértékegység-lexikon                                                         | Budapest, Műszaki Könyvkiadó                                       | 1994                  |                          |
| Pusztainé Jámbor Margit                              | Feltalálók                                                                   | Budapest, Unió Kiadó Diákkönyvműhely                               | 1994                  |                          |
| főszerk. Hetényi Pálné                               | Műszaki és természettudományi ki kicsoda, A–Z                                | Budapest, Országos Műszaki Információs Központ és Könyvtár kiadása | 1995                  |                          |
| Greguss Ferenc                                       | Technikai vademecum. Ismerkedés a műszaki műszavakkal                        | Budapest, Móra Ferenc Könyvkiadó                                   | 1996                  |                          |
| szerk. Arató András                                  | Világítástechnikai kislexikon                                                | Budapest, Világítástechnikai Társaság                              | 2001                  |                          |
| szerk. Ujhelyi János                                 | Betonlexikon                                                                 | Budapest, Építésügyi Tájékoztatási Központ Kft.                    | 2006                  |                          |
| összeáll. és szerk. Fejér László                     | A Magyar Hidrológiai Társaság kitüntetettjei 1917–2017                       | Budapest, Magyar Hidrológiai Társaság                              | 2019                  | hidrologia.hu            |

### Történelem
| Szerző                                                       | Cím | Megjelenési hely, kiadó                                                    | Megjelenési idő    | Elektronikus elérhetőség        |
| ------------------------------------------------------------ | --- | -------------------------------------------------------------------------- | ------------------ | ------------------------------- |
| Mindszenthy Sámuel                                           | Ladvocat apáturnak … historiai dictionariuma (6 kötet)                                                                     | Komárom                                                                    | 1795–1797          |                                 |
| Budai Ferenc                                                 | Magyarország polgári historiájára való lexikon (3 kötet)                                                                   | Nagyvárad                                                                  | 1804–1805          | REAL-EOD                        |
| Mindszenthy Antal                                            | Uj historiai dictionarium (2 kötet)                                                                                        | Pozsony                                                                    | 1808–1809          |                                 |
| Mokry Benjámin                                               | Közönséges historiai-biographiai lexikon (4 kötet)                                                                         | Pest                                                                       | 1819–1820          | Google Books I., II., III., IV. |
| Tipold Özséb                                                 | Világtörténelmi helyek zsebszótára                                                                                         | Pécs, ?                                                                    | 1871               |                                 |
| Németh Antal                                                 | Történelmi zsebszótár | Győr, ?                                                                    | 1883               |                                 |
| szerk.: Pecz Vilmos                                          | Ókori lexikon (2 kötet) | Budapest, Franklin Irodalmi és Nyomdai Rt.                                 | 1902–1904          | MEK                             |
| Takáts Sándor                                                | Régi magyar kapitányok és generálisok (2 kötet)                                                                            | Budapest                                                                   | 1922–1928          | REAL-EOD                        |
| Torbágyi Novák József Lajos                                  | Uralkodók és főemberek – Történelmi segédkönyv                                                                             | Budapest                                                                   | 1928               |                                 |
| Bálint Károly                                                | Történelmi helynevek és műkifejezések szótára                                                                              | Szentgotthárd, Wellisch Béla kiadása                                       | 1920-as évek       |                                 |
| több szerző                                                  | Világtörténelmi lexikon (2 kötet)                                                                                          | Budapest, Forrás Könyvkiadó                                                | é. n. [1943]       |                                 |
| több szerző                                                  | Történelmi kislexikon (3 kötet)                                                                                            | h. n., k. n.                                                               | 1969–1971          |                                 |
| szerk.: Szecskó Károly                                       | Munkásmozgalmi harcosaink. Életrajzi lexikon                                                                               | Budapest, MSZMP Heves megyei Bizottsága Propaganda- és Művelődési Osztálya | 1970               |                                 |
| szerk.: Vass Henrik – Bassa Endre – Kabos Ernő               | Munkásmozgalom-történeti lexikon                                                                                           | Budapest, Kossuth Könyvkiadó                                               | 1972               |                                 |
| szerk.: Bakó Ágnes – Láng Péter                              | A szocialista forradalomért. A magyar forradalmi munkásmozgalom kiemelkedő harcosai                                        | Budapest, Kossuth Könyvkiadó                                               | 1975               |                                 |
| Bona Gábor                                                   | Tábornokok és törzstisztek a szabadságharcban 1848–49                                                                      | Budapest, Zrínyi Katonai Könyv- és Lapkiadó                                | 1983               |                                 |
| főszerk. Liptai Ervin                                        | A magyar antifasiszta ellenállás és partizánmozgalom. Kislexikon                                                           | Budapest, Kossuth Könyvkiadó                                               | 1987               |                                 |
| szerk. Bán Péter                                             | Magyar történelmi fogalomtár 2 kötet                                                                                       | Budapest, Gondolat Könyvkiadó                                              | 1989               |                                 |
| több szerző                                                  | Habsburg lexikon | Budapest, Új Géniusz Könyvkiadó Kft.                                       | 1990               |                                 |
| szerk.: Szepes Erika                                         | Antik lexikon | Budapest, Corvina Kiadó Kft.                                               | 1993               |                                 |
| Veresegyházi Béla                                            | Történelmi-topográfiai kislexikon                                                                                          | Budapest, Aqua Kiadó                                                       | 1994               |                                 |
| Kristó Gyula                                                 | Korai magyar történeti lexikon (9–14. század)                                                                              | Budapest, Akadémiai Kiadó                                                  | 1994               |                                 |
| Beke Imre                                                    | Az Amerikai Egyesült Államok politikai lexikona                                                                            | Budapest, Államtudományok Nemzetközi Intézete                              | 1995               |                                 |
| szerk. Poór János                                            | Egyetemes történeti kislexikon                                                                                             | Budapest, Maecenas Könyvek                                                 | 1996               |                                 |
| Sebestyén Mária                                              | Történelmi személyek lexikona                                                                                              | Budapest, Tóth Könyvkereskedés Kiadó Kft.                                  | 1997               |                                 |
| Weiszhár Attila – Weiszhár Balázs                            | Német királyok, római császárok                                                                                            | Budapest, Maecenas Könyvkiadó                                              | 1998               |                                 |
| Hahner Péter                                                 | Az Egyesült Államok elnökei                                                                                                | Budapest, Maecenas Könyvkiadó                                              | 1998               |                                 |
| Dupka György                                                 | Kárpátaljai Magyar Gulag-lexikon                                                                                           | Ungvár–Budapest, Intermix Kiadó                                            | 1999               |                                 |
| Dömötör Attila                                               | Történelmi lexikon | Budapest, Saxum Kiadó                                                      | 1999               |                                 |
| szerk. Pintér Zoltán                                         | Történelmi lexikon | Budapest, Szalay Könyvkiadó                                                | 2000               |                                 |
|                                                              | Világtörténelmi enciklopédia. Személyek, dátumok, események                                                                | Budapest, Reader's Digest Kiadó Kft.                                       | 2000               |                                 |
| Veresegyházi Béla                                            | Amerika felfedezése lexikon 1492-től 1600-ig                                                                               | Budapest, Anno Kiadó                                                       | é. n. [2000 körül] |                                 |
| Veresegyházi Béla                                            | Békeszerződések lexikona                                                                                                   | Budapest, Anno Kiadó                                                       | é. n. [2000 körül] |                                 |
| Bánosi György – Veresegyházi Béla                            | Külföldi uralkodók | Budapest, Junior Kiadó                                                     | é. n. [2000 körül] |                                 |
| Bánosi György – Veresegyházi Béla                            | Eltűnt népek, eltűnt birodalmak                                                                                            | Budapest, Junior Kiadó                                                     | é. n. [2000 körül] |                                 |
|                                                              | Történelmi lexikon. Személyek, események, tárgyak, helyek és fogalmak A-tól Z-ig                                           | Budapest, Könyvmíves Könyvkiadó Kft.                                       | é. n. [2000 körül] |                                 |
|                                                              | Magyar Történelmi lexikon                                                                                                  | Nyíregyháza, Black & White Kiadó                                           | é. n. [2000 körül] |                                 |
| Ács Miklós – Lechmann Miklós – Farkas Andrea                 | Történelmi lexikon. Személyiségek – fogalmak – magyarázatok                                                                | Budapest, Diáktéka Kiadó                                                   | é. n. [2000 körül] |                                 |
| Vaszilij Mitrohin                                            | KGB lexikon | Budapest, Alexandra Kiadó                                                  | 2000               |                                 |
| Hegedűs Gyula                                                | Történelmi dokumentumok lexikona                                                                                           | Budapest, Athenaeum 2000 Kiadó                                             | 2001               |                                 |
| Bihari Péter – Knausz Imre – Repárszky Ildikó – Török Albert | Középiskolai történelmi lexikon                                                                                            | Budapest, Corvina Kiadó                                                    | 2001               |                                 |
| több szerző                                                  | Uralkodók és dinasztiák | Budapest, Magyar Világ Kiadó                                               | 2001               |                                 |
| Balázs Margit                                                | A haza bölcse, a bolond gróf és a többiek. Ragadványnevek történelmünkben                                                  | Budapest, Nemzeti Tankönyvkiadó                                            | 2001, 2003         |                                 |
| German Hafner                                                | Ókori hírességek lexikona                                                                                                  | Budapest, Elektra Kiadóház                                                 | 2002               |                                 |
| Veresegyházi Béla                                            | Történelmi emlékhelyek A―Z-ig                                                                                              | Budapest, Saxum Kiadó                                                      | 2002               |                                 |
| szerk.: Dudás Anna                                           | A szlovák történelem lexikona                                                                                              | Pozsony, Slovenské Pedagogické Nakladatelstvo                              | 2003               |                                 |
| szerk.: Vágó Zsuzsanna                                       | A magyar nemzet története A-K Millenniumi krónika, magyar történelmi, művelődéstörténeti lexikon                           | Szada, Kassák Könyv- és Lapkiadó Kft.                                      | 2004               |                                 |
| Csiffáry Tamás                                               | Történelmi lexikon | Budapest, Könyvmíves Könyvkiadó                                            | 2005               |                                 |
| Heckenast Gusztáv                                            | Ki kicsoda a Rákóczi-szabadságharcban?                                                                                     | Budapest, História-MTA Törttudományi Intézet                               | 2005               |                                 |
| Kovács István                                                | A lengyel légió lexikona, 1848-1849. Az 1848-1849. évi magyar forradalom és szabadságharc lengyel résztvevőinek életrajzai | Budapest, História-MTA Történettudományi Intézete                          | 2007               |                                 |
| Markó László                                                 | A magyar állam főméltóságai Szent Istvántól napjainkig                                                                     | Budapest, Magyar Könyvklub                                                 | 2008               |                                 |
| Rózsás János                                                 | Gulag lexikon | Nagykanizsa, A Magyar Műveltség Kincsestára kiadása                        | 2008               |                                 |
| Simkóné Kiss Ágnes                                           | Ifjúsági lexikon – Történelmi kislexikon                                                                                   | Budapest, Pro-Team Kiadó                                                   | 2010               |                                 |
| Erős Zoltán                                                  | Magyar történelmi helynevek A-tól Z-ig                                                                                     | Budapest, SanomaMedia                                                      | 2011               |                                 |
| Erdélyi István                                               | Magyar őstörténeti minilexikon                                                                                             | Budapest, Napkút Kiadó                                                     | 2012               |                                 |
| több szerző                                                  | Az antik világ – Görögország – Britannica Hungarica kisenciklopédia                                                        | Budapest, Kossuth Kiadó                                                    | 2015               |                                 |
| több szerző                                                  | Az antik világ – Róma – Britannica Hungarica kisenciklopédia                                                               | Budapest, Kossuth Kiadó                                                    | 2015               |                                 |
|                                                              | Amerikai elnökök könyve | Budapest, RAS-Magyarország                                                 | 2020               |                                 |
| Molnár Zsolt                                                 | Trianon-kislexikon A-tól Z-ig                                                                                              | Budapest, IKU-Inter-MNYKNT                                                 | 2020               |                                 |
| Gödölle Mátyás                                               | A magyar Országgyűlés képviselőházi elnökeinek arcképcsarnoka                                                              | Budapest, Országgyűlés Hivatala                                            | 2021               |                                 |

### Turisztika
| Szerző               | Cím                           | Megjelenési hely, kiadó                                                | Megjelenési idő | Elektronikus elérhetőség |
| -------------------- | ----------------------------- | ---------------------------------------------------------------------- | --------------- | ------------------------ |
| szerk. Hajós Gyula   | Turista lexikon               | Budapest, Pallas Irodalmi és Nyomdai Rt.                               | 1932            |                          |
| szerk. Polgárdy Géza | Magyar Turista Lexikon A–Z    | Budapest, Főbizományos Eggenberger-féle Könyvkereskedés (Rényi Károly) | 1941            |                          |
| Mirko Vosátka        | Természetjárók enciklopédiája | Bratislava, Madách Könyv- és Lapkiadó n. v.                            | 1978, 1988      |                          |
| Csizmadia László     | Idegenforgalmi kislexikon     | Budapest                                                               | 1998            |                          |

### Vallás, mitológia, teológia
| Szerző                                                                           | Cím | Megjelenési hely, kiadó                                                                                         | Megjelenési idő            | Elektronikus elérhetőség                                           |
| -------------------------------------------------------------------------------- | --- | --- | -------------------------- | ------------------------------------------------------------------ |
| Illyés András                                                                    | A keresztényi életnek példája vagy tüköre | Nagyszombat | 1682                       | Google Books                                                       |
| Bod Péter                                                                        | Smirnai Szent Polikárpus | Nagyenyed | 1746                       | Google Books                                                       |
| Bod Péter                                                                        | Szent Heortokrátes | Nagyszeben | 1757                       | Google Books                                                       |
| Thomas Broughton                                                                 | Brougthonnak a religióról való históriai lexicona (3 kötet) | Komárom | 1792–1793                  |                                                                    |
| Tóth Ferenc                                                                      | A helvetziai vallástételt tartó túl a dunai főtiszteletű superintendentziában élt superintendensek, vagy református püspökök élete                                                                                            | Komárom | 1808                       |                                                                    |
| Tóth Ferenc                                                                      | A helvétziai vallástételt követő túl a tiszai superintendentziában élt református püspökök élete | Komárom | 1812                       | Google Books                                                       |
| Bedeő Pál                                                                        | Szentek élete | Pozsony | 1847                       |                                                                    |
| Zalka János – Zsihovics Ferenc – Debreczeni János                                | Szentek élete (5 kötet) | Eger | 1859–1876                  |                                                                    |
| Vogel Máté                                                                       | Szentek élete (3 kötet) | Kalocsa | 1866–1868                  |                                                                    |
| Karcsú Antal Arzén                                                               | A római pápák történelme Szent Pétertől korunkig | Szeged–Pest | 1869–1871                  |                                                                    |
| Májer István                                                                     | Az esztergomi érseki főmegye papságának közműveltségére ható irodalmi működése a legújabb korban | Esztergom | 1873                       |                                                                    |
| Szentkuti Kiss Károly                                                            | Új magyar Athenás | Budapest | 1887                       |                                                                    |
| Gergely József                                                                   | Bibliai lexikon (1 kötetnél félbemaradt) | Budapest | 1890                       |                                                                    |
| Patzner István, Gaith Rudolf                                                     | Lelkipásztori lexikon | Temesvár | 1892                       |                                                                    |
| Koncz Ákos                                                                       | Egri egyházmegyei papok az irodalmi téren | Eger | 1892                       | REAL-EOD                                                           |
| Zelliger Alajos                                                                  | Egyházi írók csarnoka | Nagyszombat | 1893                       | B.E.M.S.                                                           |
| Borovszky Samu                                                                   | Tiszántuli ev. ref. papok. 1597–1679 | Budapest | 1898                       |                                                                    |
| Dedek Crescens Lajos                                                             | Szentek élete (2 kötet) | Budapest | 1900                       |                                                                    |
| Kollányi Ferenc                                                                  | Esztergomi kanonokok 1100–1900 | Esztergom | 1900                       | REAL-EOD                                                           |
| Hahnekamp György                                                                 | Magyar konvertiták. Életrajzi adatok | Budapest | 1900                       |                                                                    |
| Antal Géza, Rácz Kálmán, Révész Kálmán és Tüdős István közr. szerk. Zoványi Jenő | Theológiai ismeretek tára (magyarországi protestáns egyháztörténeti lexikon) | Mezőtúr | 1894–1901                  |                                                                    |
| Nemo K.                                                                          | A Kassai Százéves Egyházmegye történeti névtára és emlékkönyve (2 kötet) | Kassa, Kassai Egyházmegye                                                                                       | 1904                       |                                                                    |
| Chobot Ferenc                                                                    | A pápák története | Rákospalota | 1909                       |                                                                    |
| Chobot Ferenc                                                                    | A váci egyházmegye történeti névtára | Vác | 1915–1917                  | REAL-EOD                                                           |
| Hamar István – Murányi János                                                     | Bibliai kézi lexikon (csonka maradt) | ? | 1919                       |                                                                    |
| szerk.: Újvári Péter                                                             | Magyar zsidó lexikon | Budapest | 1929                       | MEK                                                                |
| szerk. Czeglédy Sándor – Kállay Kállay Kálmán                                    | Sylvester bibliai lexikona | Budapest, Sylvester Nyomdai Műintézet Rt.                                                                       | 1929–1931                  |                                                                    |
| több szerző                                                                      | Katolikus lexikon (4 kötet) | Budapest | 1931–1933                  |                                                                    |
| szerk. Schütz Antal                                                              | Szentek élete az év minden napjára | Budapest, Szent István Társulat                                                                                 | 1932–1933                  |                                                                    |
| Kühár Flóris                                                                     | Liturgikus lexikon | Komárom, kiadó nélkül                                                                                           | 1933                       | UNITAS Archiválva 2018. június 22-i dátummal a Wayback Machine-ben |
| szerk.: Balanyi György                                                           | Magyar piaristák a XIX. és a XX. században | Budapest | 1942                       |                                                                    |
| Monay Ferenc                                                                     | Adatok a magyarországi és erdélyi minoriták irodalmi munkásságáról | Róma | 1953                       |                                                                    |
| Vojtech Zamarovský                                                               | Istenek és hősök a görög–római mondavilágban. A–Z | Budapest, Móra Könyvkiadó, Háttér Kiadó (2. kiad.), Magyar Könyvklub (3. kiad.)                                 | 1970, átd. 1994, átd. 2001 |                                                                    |
| Klaus Vogt                                                                       | Stuttgarti Bibliai Kislexikon | Budapest, Prugg Verlag                                                                                          | 1974                       |                                                                    |
| Zoványi Jenő, szerk. Ladányi Sándor                                              | Magyarországi protestáns egyháztörténeti lexikon | Budapest, Magyarországi Református Egyház Zsinati Irodájának kiadása                                            | 1977                       | DRK Elektronikus Könyvtár                                          |
| Gecse Gusztáv                                                                    | Vallástörténeti kislexikon | Budapest, Kossuth Könyvkiadó                                                                                    | 1983                       |                                                                    |
| szerk. D. Major Klára                                                            | Ábel–Zsuzsanna. Képes bibliai lexikon | Budapest, Közgazdasági és Jogi Könyvkiadó                                                                       | 1987, 1988                 |                                                                    |
| Pfeiffer János                                                                   | A veszprémi egyházmegye történeti névtára (1630–1950) | München | 1987                       |                                                                    |
| Jólesz Károly                                                                    | Zsidó hitéleti kislexikon | Budapest, Korona GT                                                                                             | 1987                       |                                                                    |
| (szerk.) Legányi Norbert                                                         | A pannonhalmi Szent Benedek-rend névtára 1802-1986 | Pannonhalma, Pannonhalmi Bencés Főapátság                                                                       | 1987                       |                                                                    |
| főszerk. Szergej Alekszandrovics Tokarjev                                        | Mitológiai enciklopédia (2 kötet) | Budapest, Gondolat Kiadó                                                                                        | 1988                       |                                                                    |
| Herbert Haag                                                                     | Bibliai lexikon | Budapest, Szent István Társulat                                                                                 | 1989                       |                                                                    |
| Verbényi István, Arató Miklós Orbán                                              | Liturgikus lexikon. A katolikus egyház liturgiája | Budapest, Ecclesia Kiadó                                                                                        | 1989                       |                                                                    |
| Grabner Mária                                                                    | Szentek, boldogok | Budapest, Unió Kiadó Diákkönyvműhely                                                                            | 1990-es évek               |                                                                    |
| Tótfalusi István                                                                 | Ki kicsoda a Bibliában | Budapest, Anno Kiadó                                                                                            | é. n. [1990-es évek]       |                                                                    |
| Kelemen Miklós                                                                   | Unitárius kislexikon | Budapest, Magyar Egyháztörténeti Enciklopédia Munkaközösség                                                     | 1991                       |                                                                    |
| Hangay Zoltán                                                                    | Pápák könyve | Budapest, Trezor Kiadó BT.                                                                                      | 1991                       |                                                                    |
| Christian Schütz                                                                 | A keresztény szellemiség lexikona | Budapest, Szent István Társulat                                                                                 | 1993                       |                                                                    |
| főszerk. Diós István                                                             | Magyar katolikus lexikon (15 kötet) | Budapest, Szent István Társulat                                                                                 | 1993–2010                  | Lexikon.katolikus.hu                                               |
| Gerhard J. Bellinger                                                             | Nagy valláskalauz | Budapest, Akadémiai Kiadó                                                                                       | 1993                       |                                                                    |
| Christian Schütz                                                                 | A keresztény szellemiség lexikona | Budapest, Szent István Társulat                                                                                 | 1994                       |                                                                    |
| Tótfalusi István                                                                 | Ki kicsoda az antik mítoszokban | Budapest, Móra Könyvkiadó                                                                                       | 1993                       |                                                                    |
| több szerző                                                                      | Szentek lexikona | Budapest, Dunakönyv Kiadó                                                                                       | 1994                       |                                                                    |
| több szerző                                                                      | Keresztyén bibliai lexikon (2 kötet) | Budapest, Magyarországi Református Egyház                                                                       | 1995                       |                                                                    |
| Hetényi Ernő                                                                     | Buddhista lexikon | Budapest, Trivium Kiadó                                                                                         | 1997                       |                                                                    |
| Szabó György                                                                     | Mitológiai kislexikon | Budapest, Könyvkuckó Kiadó                                                                                      | 1998                       |                                                                    |
| (szerk.) Léh István – Koltai András – Somorjai Ádám – Zombori István             | A magyar piarista rendtartomány történeti névtára 1666-1997 | Budapest, Magyar Piarista Tartományfőnökség Magyar Egyháztörténeti Enciklopédia Munkaközösség                   | 1998                       |                                                                    |
| Johanna Lanczkowski                                                              | Szerzetesség kislexikona | Budapest, Athenaeum 2000 Kiadó                                                                                  | 1999                       |                                                                    |
| Alan Unterman                                                                    | Zsidó hagyományok lexikona | Budapest, Helikon Kiadó                                                                                         | 1999                       |                                                                    |
| Tempfli Imre – Sipos Ferenc                                                      | A szatmári római katolikus egyházmegye író papjai | Szatmárnémeti, Szent-Györgyi Albert Társaság-EMKE Szatmár Megyei Szervezete                                     | 2000                       |                                                                    |
| Ivancsó István                                                                   | Görög katolikus liturgikus kislexikon | Nyíregyháza, Szent Atanáz Görögkatolikus Hittudományi Főiskola                                                  | 2001                       |                                                                    |
| Battista Mondin                                                                  | Pápák enciklopédiája | Budapest, Szent István Társulat                                                                                 | 2001                       |                                                                    |
| Kránitz Mihály – Görföl Tibor                                                    | Teológusok lexikona | Budapest, Osiris Kiadó                                                                                          | 2002                       |                                                                    |
| szerk. Tóth-Szöllős Mihály                                                       | Evangélikus arcképcsarnok | Budapest, Evangélikus Sajtóosztály                                                                              | 2002                       | medit.lutheran.hu                                                  |
| Gyergyel Antal                                                                   | Ki kicsoda a mitológiában | Budapest, Anno Kiadó                                                                                            | 2002                       |                                                                    |
| Jean Christophe Attias – Esther Benbassa                                         | A zsidó kultúra lexikona | Budapest, Balassi Kiadó                                                                                         | 2003                       |                                                                    |
| Beke Margit                                                                      | Esztergomi érsekek 1001–2003 | Budapest, Szent István Társulat,                                                                                | 2003                       |                                                                    |
| Vanyó László                                                                     | Ókeresztény írók lexikona | Budapest, Szent István Társulat                                                                                 | 2004                       |                                                                    |
| Wolfgang Beinert                                                                 | A katolikus dogmatika lexikona | Budapest, Vigilia Kiadó                                                                                         | 2004                       |                                                                    |
| Hans Schmoldt                                                                    | Bibliai tulajdonnevek lexikona | Budapest, Jel Könyvkiadó                                                                                        | 2005                       |                                                                    |
|                                                                                  | Egyháztörténeti Lexikon (2 kötet) | Budapest | 2006–2009                  |                                                                    |
| Botos Máté                                                                       | A keresztény kultúra fogalomtára | Budapest, Jel Kiadó                                                                                             | 2006                       |                                                                    |
| Bikfalvi Géza                                                                    | Magyar jezsuiták történeti névtára 1853-2003 | Budapest, Magyar Egyháztörténeti Enciklopédia Munkaközösség (METEM)-Historia Ecclesiastica Hungarica Alapítvány | 2007                       |                                                                    |
| Simon Róbert                                                                     | Az emberiség fáklyavivői. Szentek, tanítók és mesterek lexikonja (2 kötet) | Budapest, Etalon Kiadó                                                                                          | 2007–2015                  |                                                                    |
| Jean-Claude Belfiore                                                             | A görög és római mitológia lexikona (Larousse) | Budapest, Saxum Kiadó Bt.                                                                                       | 2008                       |                                                                    |
| Beke Margit                                                                      | Az esztergomi (esztergom-budapesti) főegyházmegye papsága 1892–2006 | Budapest, Szent István Társulat,                                                                                | 2008                       |                                                                    |
| szerk. Rupert Berger                                                             | Lelkipásztori liturgikus lexikon | Budapest, Vigilia Kiadó                                                                                         | 2009                       |                                                                    |
| Simon Róbert                                                                     | Iszlám kulturális lexikon | Budapest, Corvina Könyvkiadó                                                                                    | 2009                       |                                                                    |
| szerk. Máté-Tóth András                                                          | Világvallások – Akadémiai lexikon A–ZS | Budapest, Akadémiai Kiadó                                                                                       | 2009                       |                                                                    |
| Ferenczi Sándor                                                                  | A gyulafehérvári (erdélyi) főegyházmegye történeti névtára | Budapest–Kolozsvár, Szent István Társulat–Verbum                                                                | 2009                       |                                                                    |
| Reinhard Barth                                                                   | Pápák – Szent Pétertől XVI. Benedekig | Pécs, Alexandra Kiadó                                                                                           | 2010                       |                                                                    |
| Ősz Sándor Előd                                                                  | A Görgényi Református Egyházmegye történeti névtára. A kezdetektől 1848-ig | Budapest, k. n.                                                                                                 | 2013                       |                                                                    |
| (szerk.) Diós István                                                             | Előttünk jártak a hitben: 1945–2010 között elhunyt kedvesnővéreink mintegy 4100 életrajza | Budapest, Központi Papnevelő Intézet                                                                            | 2014                       |                                                                    |
| (szerk.) Diós István                                                             | Lelkipásztoraink. 1945–2010 között elhunyt egyházmegyés és szerzetes papjaink | Budapest, Szent István Társulat                                                                                 | 2015                       |                                                                    |
| összeáll. Véghseő Tamás                                                          | Görögkatolikus papok történeti névtára. A Hajdúdorogi Egyházmegye és a Miskolci Apostoli Exarchátus 1850 és 1950 között felszentelt papjai                                                                                    | Nyíregyháza | 2015                       | REAL-MTAK                                                          |
| Benyik György                                                                    | Magyar biblikusok lexikona | Pécs | 2016                       | Google Books                                                       |
| Dudás Róbert Gyula                                                               | Magyar katolikus papok Észak-Amerikában. Az Amerikai Egyesült Államokban szolgálatot ellátott római és görög katolikus magyar, magyar származású, valamint magyarul beszélő lelkipásztorok történeti névtára 1825–2019 között | Budapest, Magyar Egyháztörténeti Enciklopédia Munkaközösség                                                     | 2020                       |                                                                    |
| Horváth Pál                                                                      | Középkori keresztény gondolkodók lexikona | Budapest, Szent István Társulat                                                                                 | 2023                       |                                                                    |

### Zene
| Szerző                                          | Cím                                                                                        | Megjelenési hely, kiadó                               | Megjelenési idő  | Elektronikus elérhetőség |
| ----------------------------------------------- | ------------------------------------------------------------------------------------------ | ----------------------------------------------------- | ---------------- | ------------------------ |
| (szerk.) Ságh József                            | Magyar zenészeti lexikon                                                                   | Budapest                                              | 1880             | MEK                      |
| Markó Miklós                                    | Czigányzenészek albuma                                                                     | Budapest, szerző kiadása (hasonmás: Fekete Sas Kiadó) | 1896 (2006)      |                          |
| Kálmán Farkas                                   | Éneklexikon, az 1711-ig magyarul megjelent összes énekgyűjtemények ismertetése             | kéziratban maradt                                     | 1900 körül (?)   |                          |
| Siklós Albert                                   | Siklós Albert zenei lexikona                                                               | Budapest, Rozsnyai Károly Kiadása                     | 1922             |                          |
| (szerk.) Szabolcsi Bence és Tóth Aladár         | Zenei lexikon (2 kötet)                                                                    | Budapest, Győző Andor kiadása                         | 1931             |                          |
| Salgó Gyula – Lugosi Döme                       | Opera és balett zseblexikon                                                                | Szeged, Bartos-Nyomda                                 | 1933             |                          |
| Falk Géza                                       | Zenei kislexikon                                                                           | Budapest, Bárd Ferenc és Fia Kiadása                  | 1938             |                          |
| (szerk.) Lányi Viktor                           | Hungária zenei lexikon                                                                     | Budapest, Hungária Kiadó                              | 1944             | Arcanum                  |
| főszerk. Bartha Dénes                           | Zenei lexikon (3 kötet)                                                                    | Budapest, Zeneműkiadó Vállalat                        | 1965             |                          |
| Tardos Péter                                    | Beat kislexikon                                                                            | Budapest, Zeneműkiadó Vállalat                        | 1971             |                          |
| Darvas Gábor                                    | Zenei minilexikon                                                                          | Budapest, Zeneműkiadó Vállalat                        | 1974             |                          |
| Várnai Péter                                    | Operalexikon                                                                               | Budapest, Zeneműkiadó Vállalat                        | 1975             |                          |
| Darvas Gábor                                    | Zenei zseblexikon                                                                          | Budapest, Zeneműkiadó Vállalat                        | 1978, 1982, 1987 |                          |
| Tardos Péter                                    | Rocklexikon                                                                                | Budapest, Zeneműkiadó Vállalat                        | 1980, bőv. 1982  |                          |
| szerk. Szántó Gábor – Czippán György            | Ki kicsoda a külföldi rockzenében?                                                         | Budapest, Ifjúsági Lapkiadó Vállalat                  | 1982             |                          |
| szerk. Szántó Gábor – Czippán György            | Ki kicsoda a magyar rockzenében?                                                           | Budapest, Ifjúsági Lapkiadó Vállalat                  | 1982             |                          |
| Hugo Riemann – Heinz Alfred Brockhaus           | Zenei lexikon (3 kötet)                                                                    | Budapest, Zeneműkiadó Vállalat                        | 1985             |                          |
| több szerző                                     | Könnyűzenei lexikon                                                                        | Budapest, Idegenforgalmi Propaganda és Kiadó Vállalat | 1985             |                          |
| Leszler József                                  | Nótakedvelőknek                                                                            | Budapest, Zeneműkiadó                                 | 1986             |                          |
| Walter Kolneder                                 | Bach-lexikon                                                                               | Budapest, Gondolat Könyvkiadó                         | 1988             |                          |
| szerk. Székely András                           | Ki kicsoda a magyar zeneéletben?                                                           | Budapest, Zeneműkiadó                                 | 1979, bőv. 1988  |                          |
|                                                 | Képes rock enciklopédia                                                                    | Budapest, Zeneműkiadó Vállalat                        | 1987             |                          |
| szerk. Boris János – Colin Larkin               | Guinness Jazz-zenészek lexikona                                                            | Budapest, Kossuth Könyvkiadó                          | 1993             |                          |
| Kiss István Zoltán                              | Magyar könnyűzenei lexikon 1962-től                                                        | Budapest, ZAJ-ZONE Kiadó                              | 1998             |                          |
| Zoltán János                                    | Képes pop-rock enciklopédia                                                                | Budapest, Yellov & Blue Kft.                          | 1999             |                          |
| Dr. Kikli Tivadar                               | Magyarnótaszerzők, Énekesek és Népdalosok Lexikona (2 kötet)                               | Szeged, Bába és társai                                | 1999–2004        |                          |
| Frideczky Frigyes                               | Magyar zeneszerzők                                                                         | Budapest, Athenaeum Kiadó                             | 2000             |                          |
| Balázs István                                   | Középiskolai zenei lexikon                                                                 | Budapest, Corvina Kiadó                               | 2000             |                          |
| Németh Amádé                                    | Operahősök lexikona. Ki kicsoda az operaszínpadokon?                                       | Budapest, Anno Kiadó                                  | 2000             |                          |
| Berkiné Szalóczy Dorottya                       | Zenei kislexikon                                                                           | Budapest, Fiesta Stúdió Könyvkiadó Kft.               | 2001             |                          |
| Frölich Tamás                                   | Hard rock & heavy metal enciklopédia (2 kötet)                                             | Budapest, Design Studio                               | 2001             |                          |
| (ford.) Balázs Éva – Bárdos Jenő – Kovács Ivett | Virgin Képes rock enciklopédia                                                             | Budapest, Glória Kiadó                                | 2002             |                          |
| Hölzer Tamás                                    | Szórakoztató zenei lexikon                                                                 | Budapest, Enciklopédia Kiadó                          | 2003             |                          |
| Törőcsik Attila                                 | Hangszerek kislexikona                                                                     | H. n., Saxum Kiadó Bt.                                | 2003             |                          |
| Balázs István                                   | Zenei lexikon                                                                              | Budapest, Corvina Kiadó                               | 2005, bőv. 2017  |                          |
| Szalóczy Péter                                  | Elfeledett zeneszerzők                                                                     | Budapest, Typotex Kiadó                               | 2007             |                          |
| Szikszayné Dobronyi Erzsébet                    | Zenei kislexikon                                                                           | Budapest, Aquila Könyvkiadó                           | 2007             |                          |
| Horváth Zsolt                                   | Rocklexikon. A Metallicától a Kraftwerkig                                                  | Budapest, Vagabund Kiadó                              | 2008             |                          |
| szerk. Nádori Attila – Szirányi János           | Klasszikus zeneszerzők – Britannica Hungarica kisenciklopédia                              | Budapest, Kossuth Kiadó                               | 2014             |                          |
| Miklós Attila                                   | Progresszív zenei lexikon                                                                  | Budapest, Kornétás Kiadó és Kereskedelmi Kft.         | 2015             |                          |
| Horváth György                                  | Szaxofon világtörténet. Klasszikus-, könnyű- és népzene tanárok, előadóművészek, 1838–2023 | Budapest, Horváth György                              | 2023             |                          |

### Egyéb
| Szerző                                                     | Cím | Megjelenési hely, kiadó                               | Megjelenési idő | Elektronikus elérhetőség |
| ---------------------------------------------------------- | --- | ----------------------------------------------------- | --------------- | ------------------------ |
| Oleják Károly                                              | Tűzoltó lexicon | Budapest, Pesti könyvny. r.-t.                        | 1904            |                          |
| Makoldy Sándor                                             | Magyar gyorsírók pantheonja. Kalauz a Budapesten eltemetett magyar gyorsírók életrajzához és sírjához. Szirt Gizella felvételeivel. | Budapest, Gyorsírási Ügyek M. Kir. Kormánybiztossága, | 1940            |                          |
| Gazda István – Bér Andor – Fogarasi Barna                  | Bélyeglexikon | Budapest, Gondolat Könyvkiadó                         | 1988            |                          |
| Gábor Anikó                                                | 3000 háztartási tipp A-tól Z-ig | Budapest, Animus Kiadó                                | 1997            |                          |
| Don Péter (Szerk. és életrajzi lexikonnal kieg. Raj Tamás) | Magyar zsidó históriák. Anekdota lexikon                                                                                            | Budapest, Makkabi                                     | 1997            |                          |
| Claudia Wisniewski                                         | Divatlexikon | Budapest, Athenaeum 2000 Kiadó                        | 2001            |                          |
| szerk. Schenk János                                        | Az erotika nagylexikona | Budapest-Pécs, Dialóg Campus Kiadó                    | 2002            |                          |
| szerk. Kaposy Miklós                                       | Humorlexikon | Budapest, Tarsoly Kiadó                               | 2001            |                          |
| Takáts Attila                                              | Kis késlexikon: kések és mások | Budapest, Let's go Kiadói és Marketing Bt.            | 2016            |                          |

## Egyéb külső hivatkozás
- https://www.arcanum.hu/hu/online-kiadvanyok/